# 華沙國家博物館
華沙國家博物館 （波蘭語：Muzeum Narodowe w Warszawie）是位於波蘭首都華沙的一座博物館，也是波蘭國家博物館的分館之一，是波蘭國家博物館的分館當中規模最大的分館。博物館收藏有約11,000件古代藝術品，16世紀之後的波蘭繪畫和眾多外國繪畫，其中包括一些希特勒的個人收藏。博物館還收藏有鉛筆，實用藝術品和東方藝術品。

## 圖集

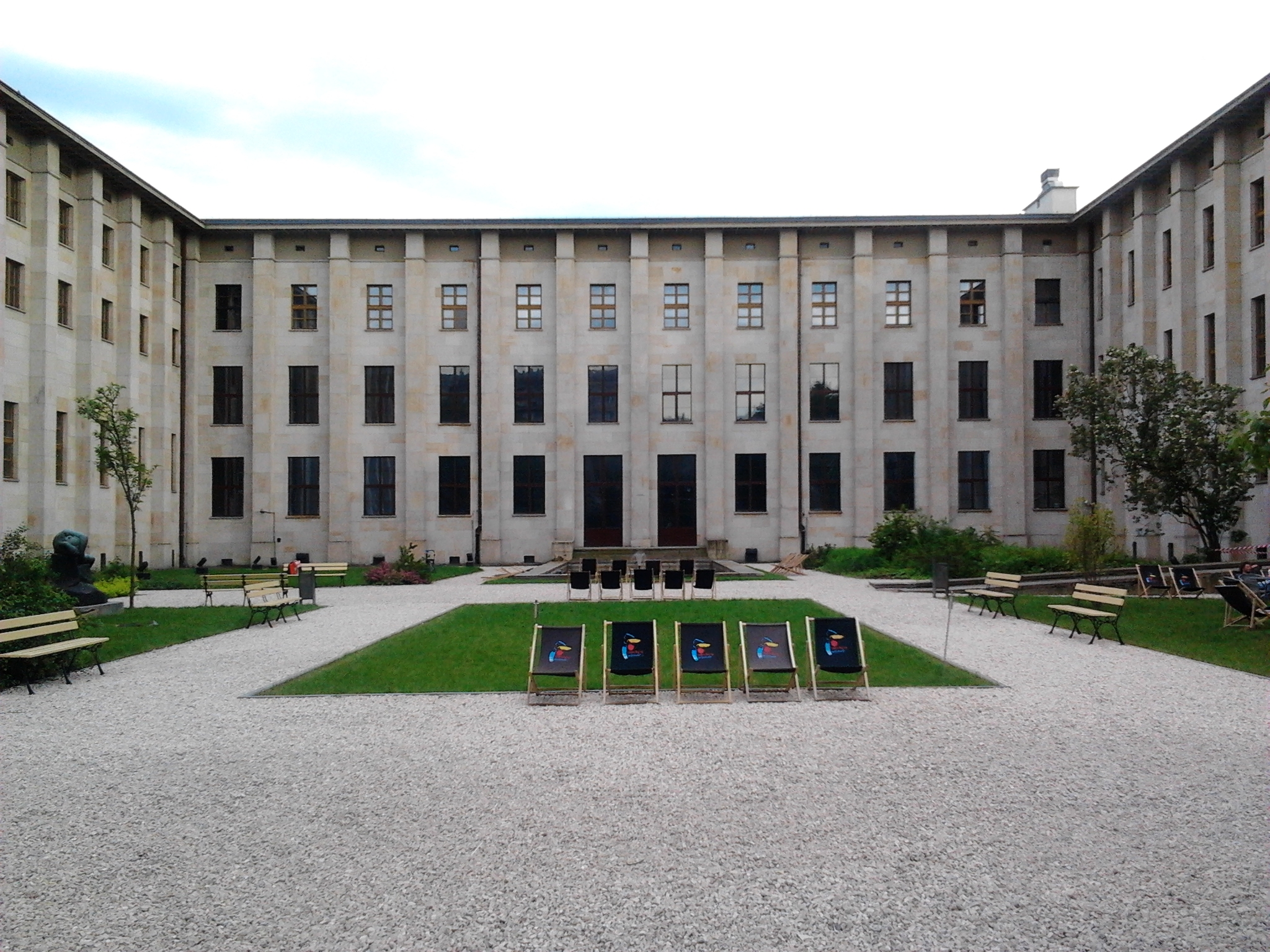
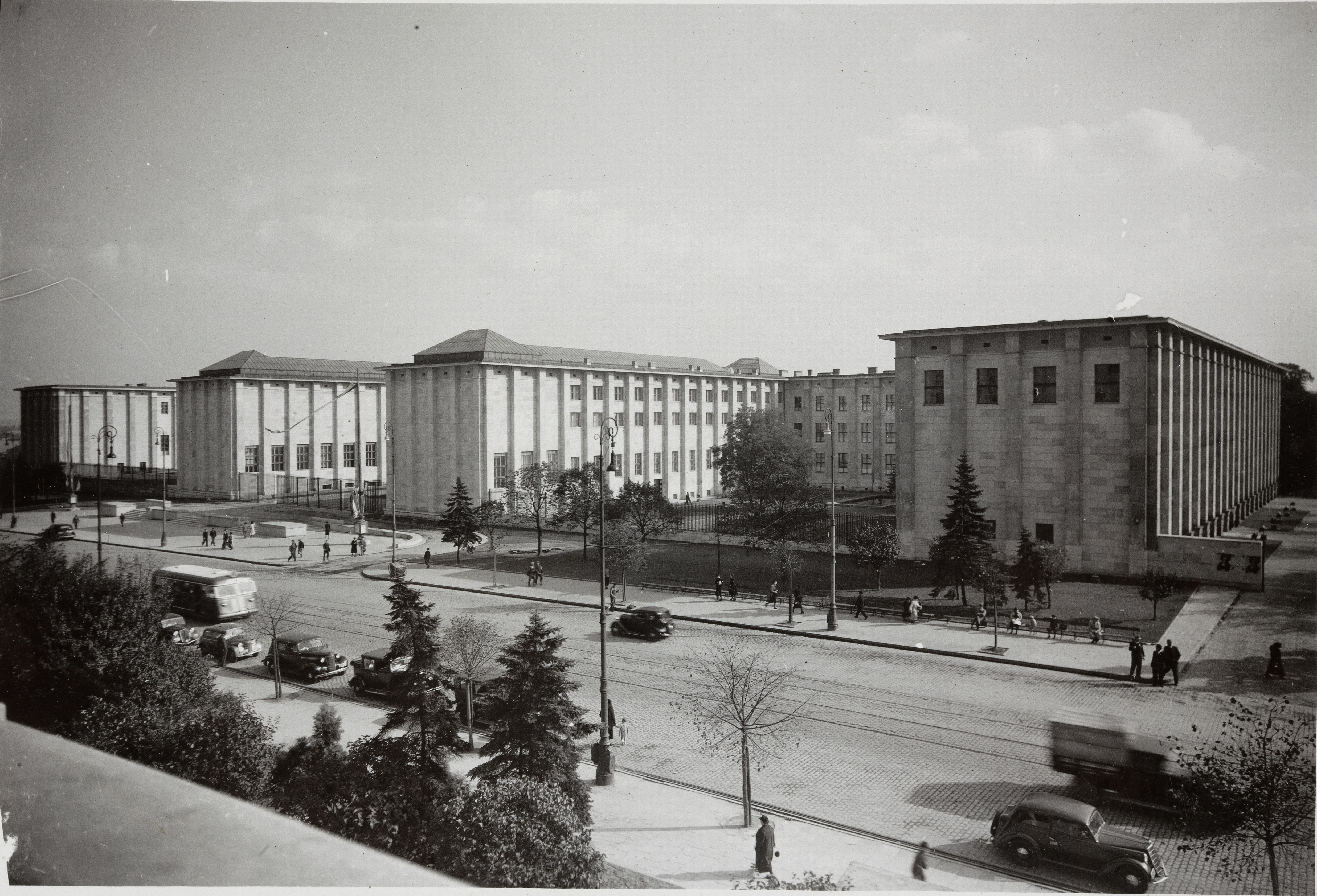
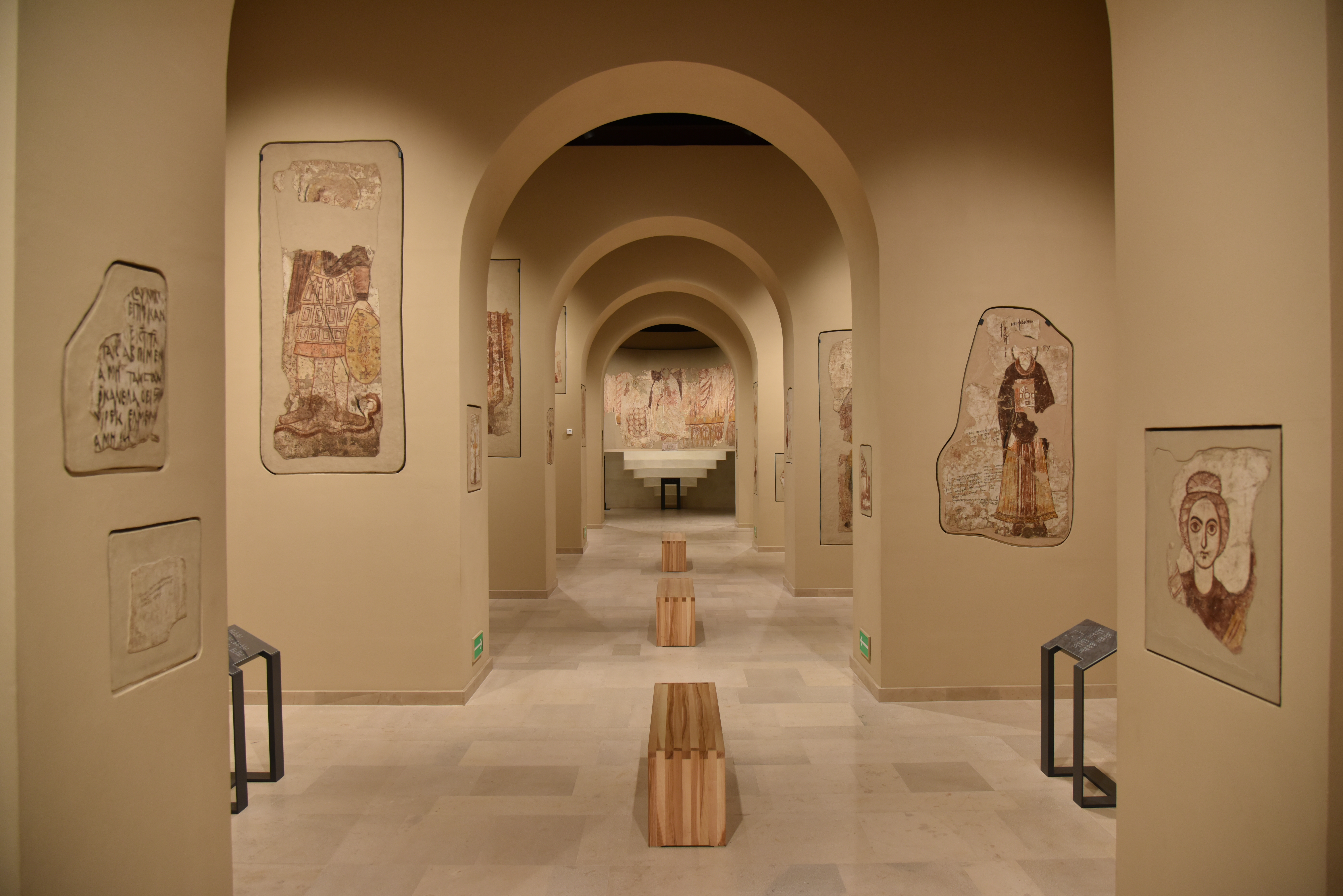
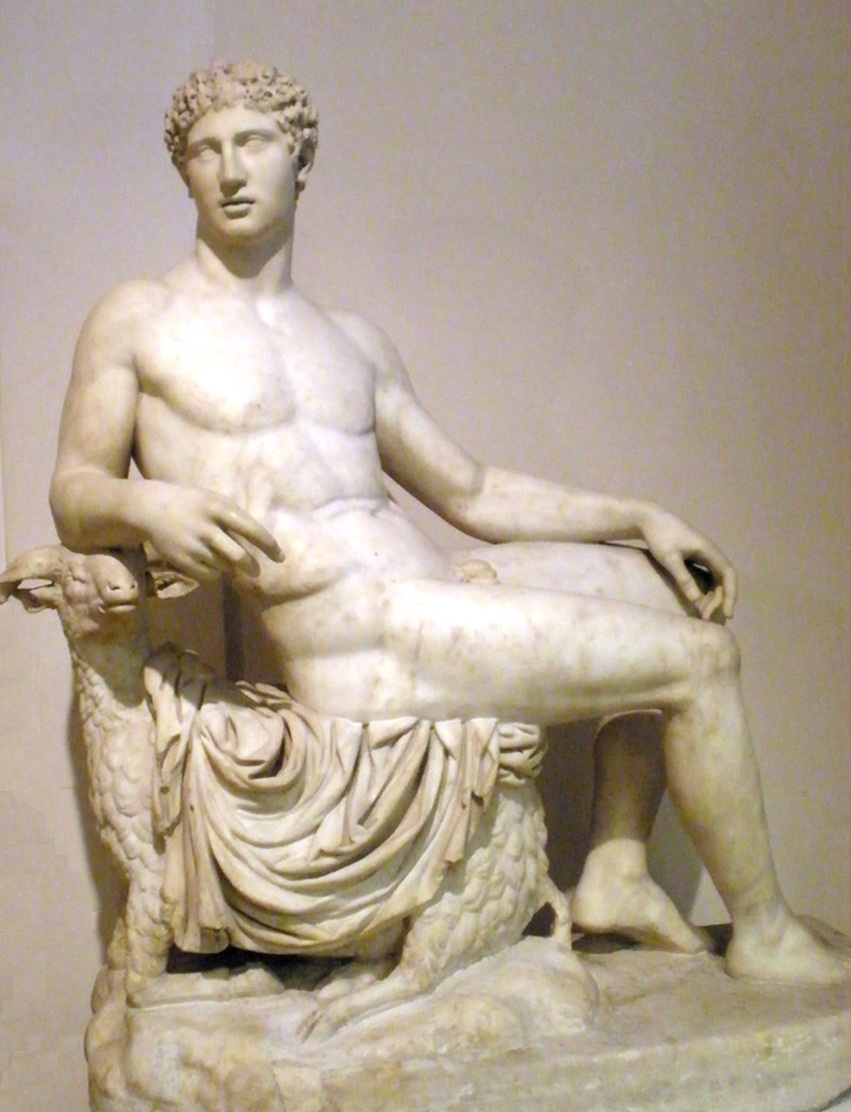
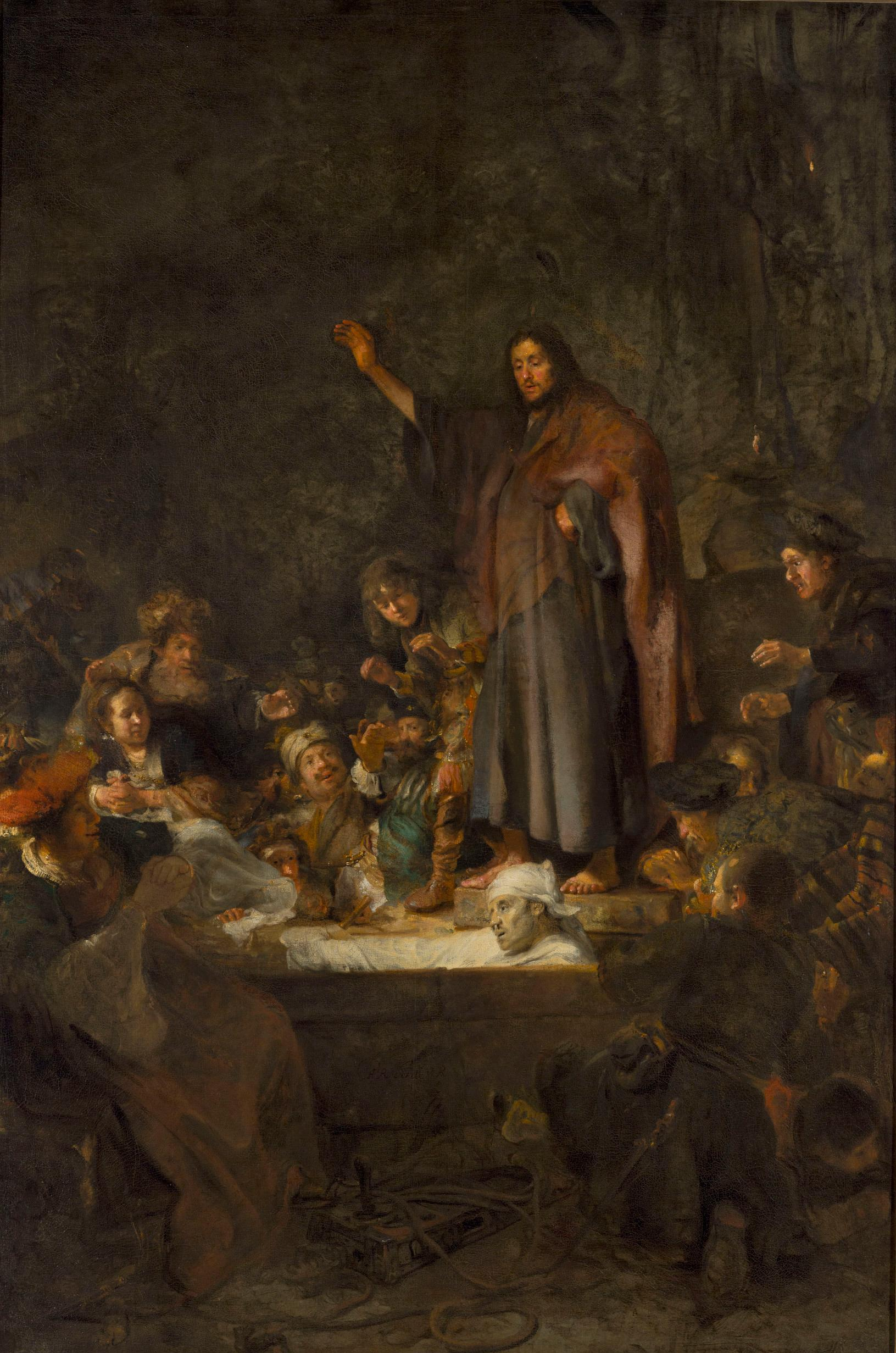
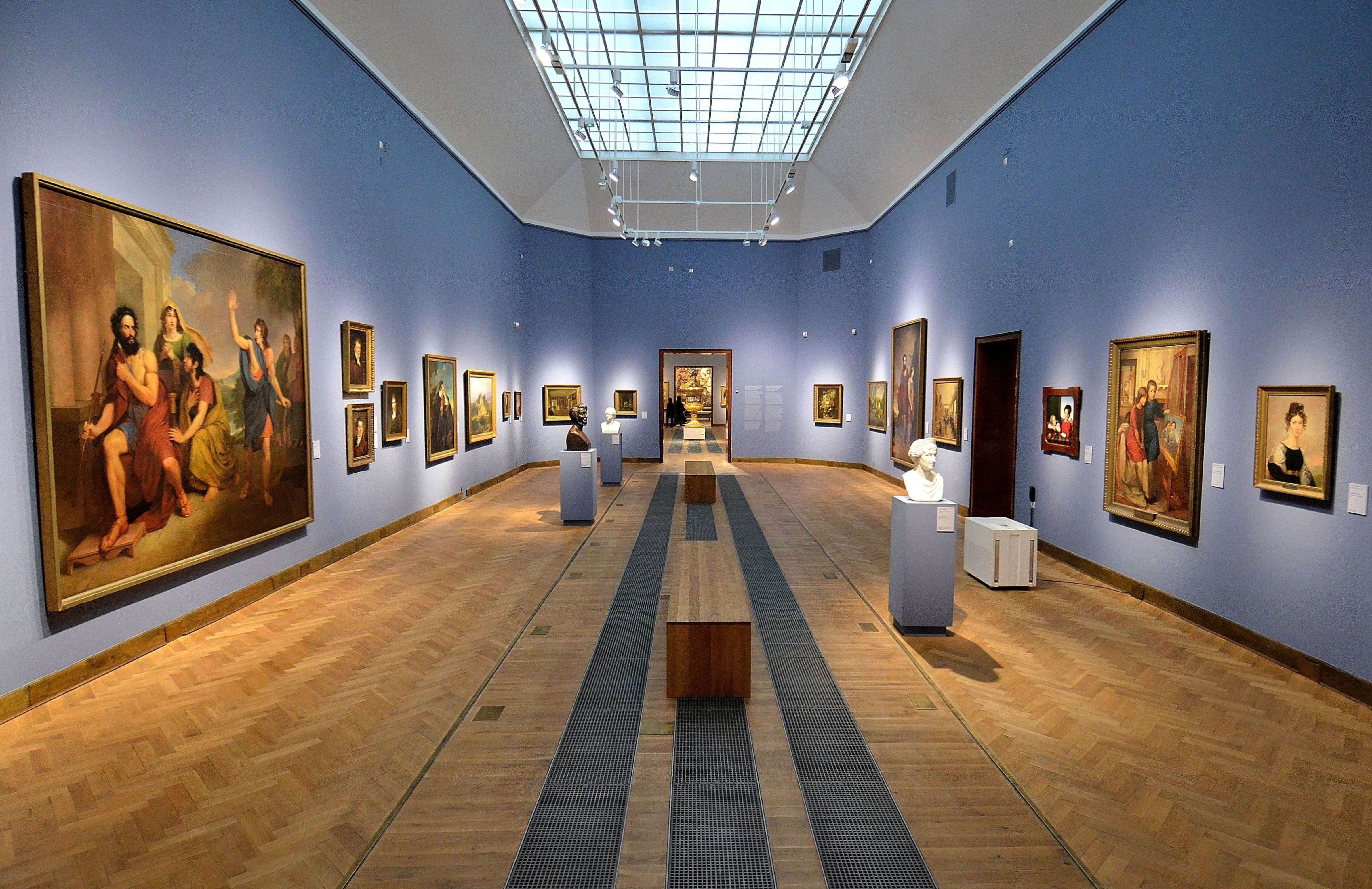
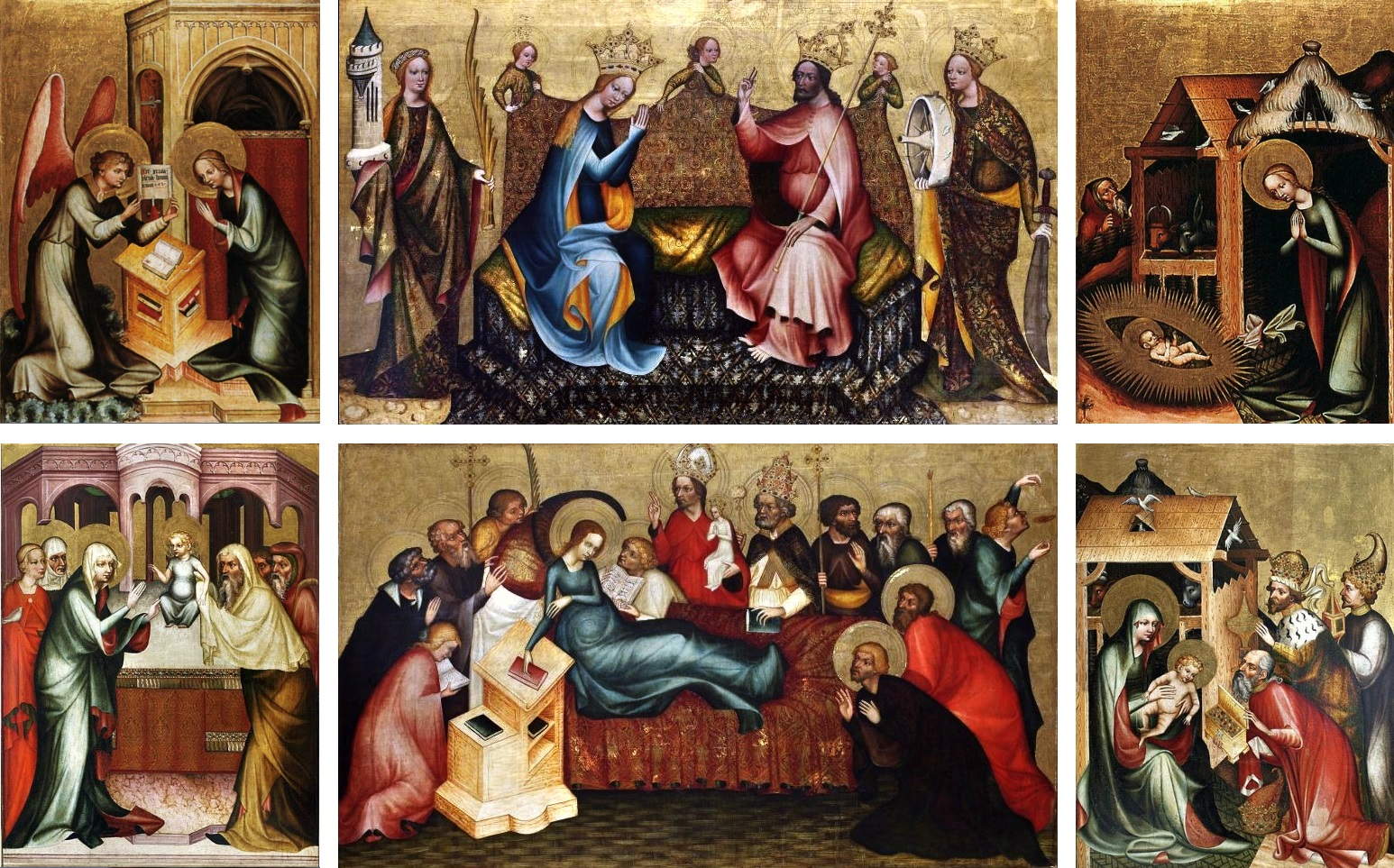
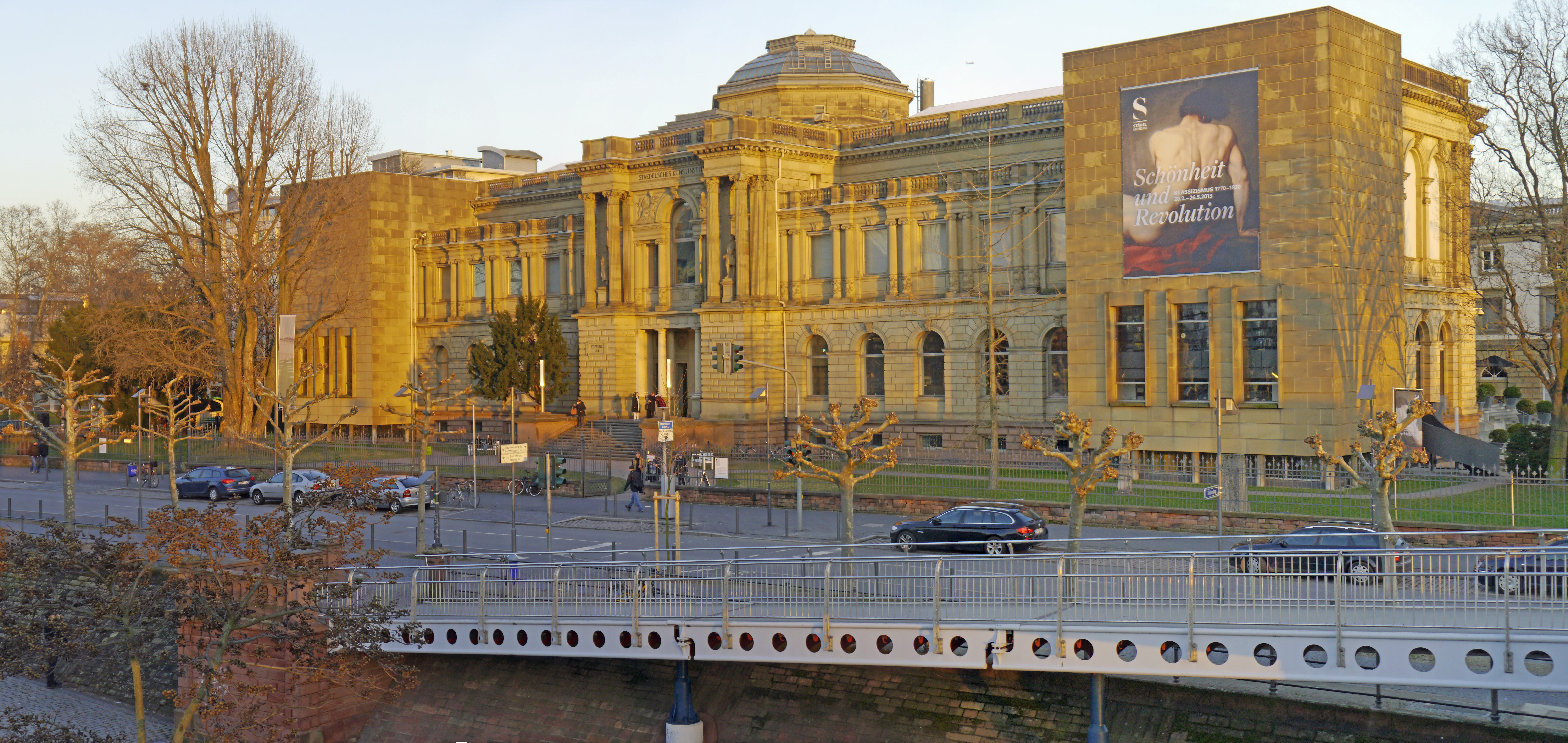
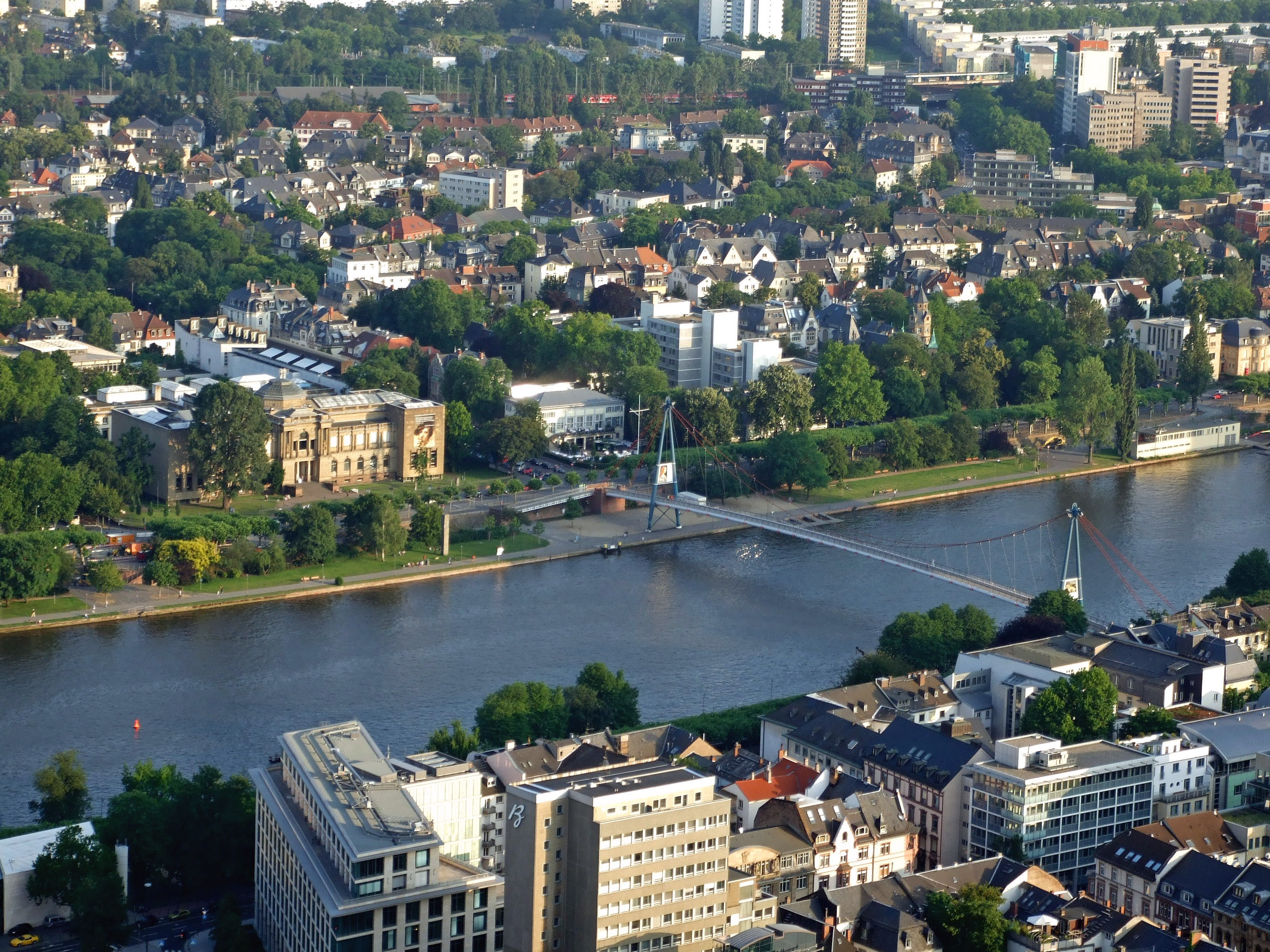
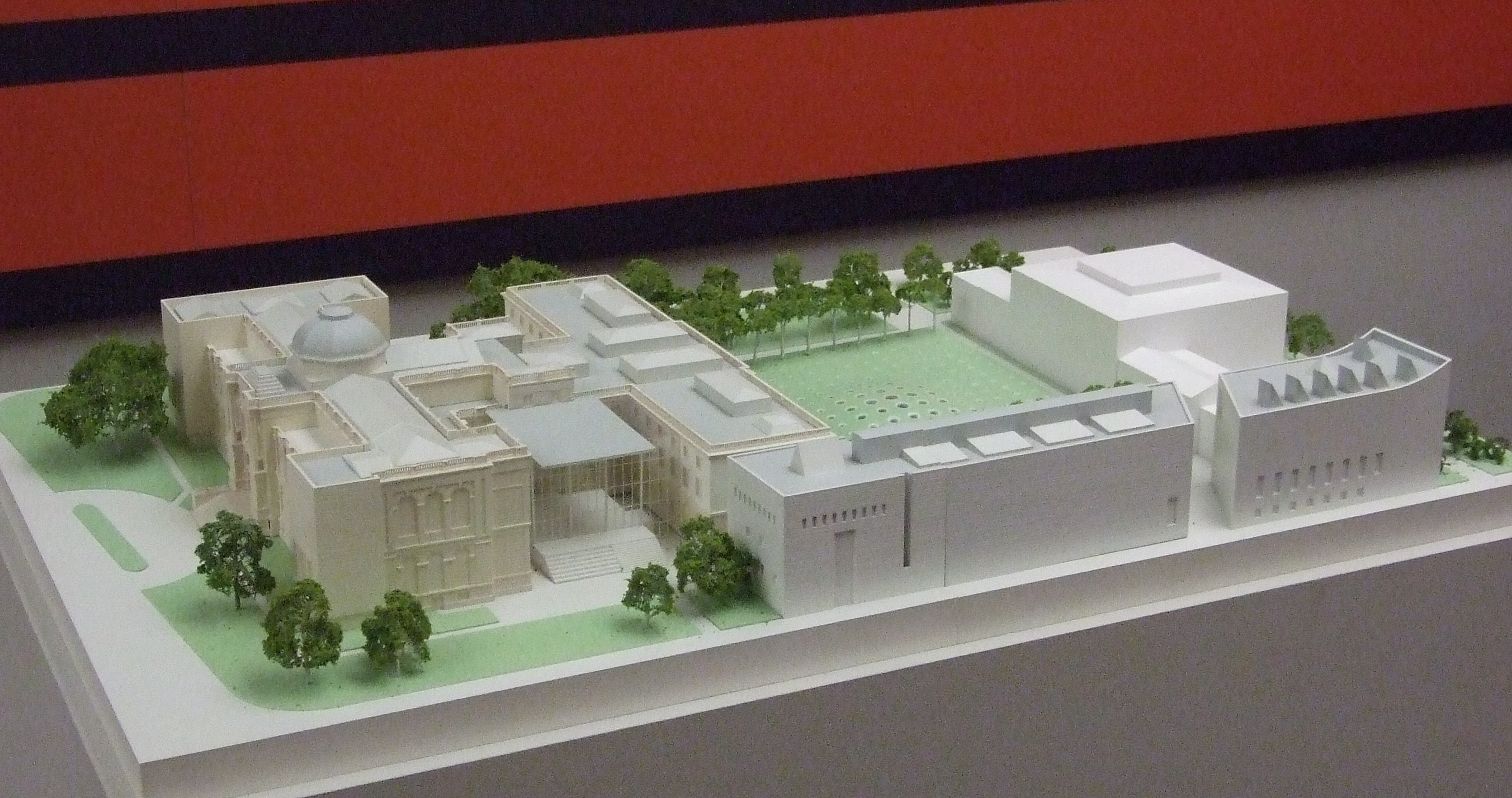
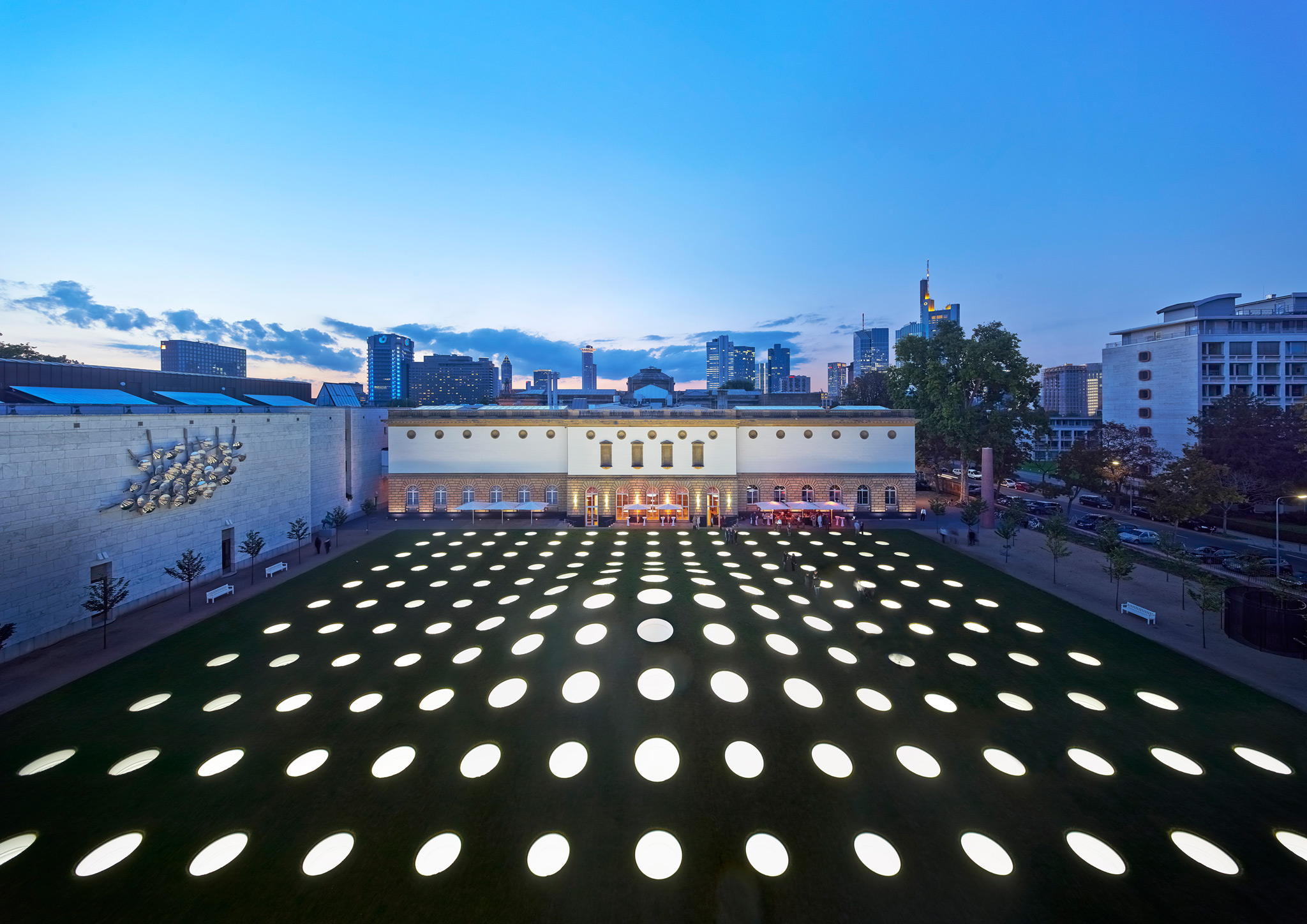
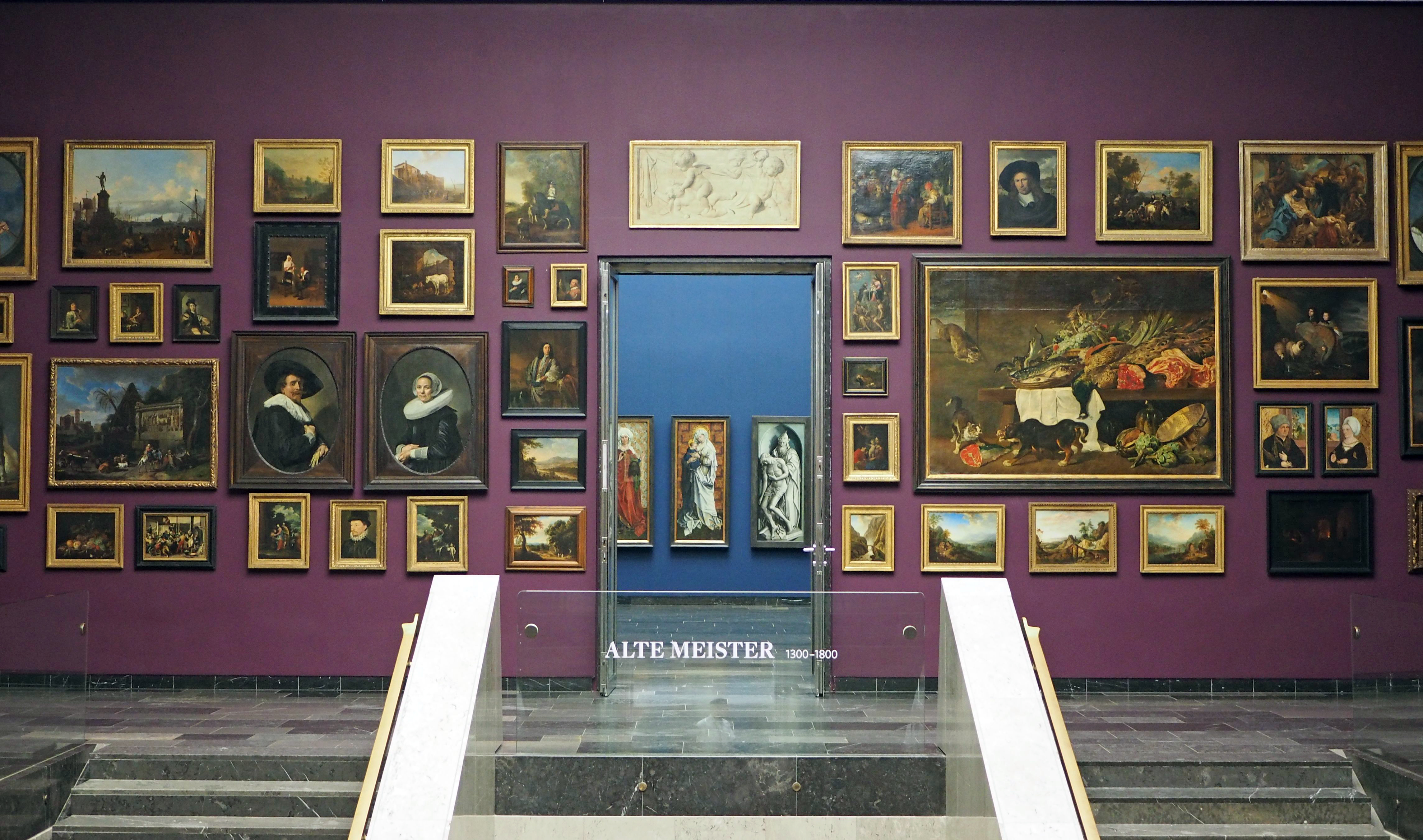
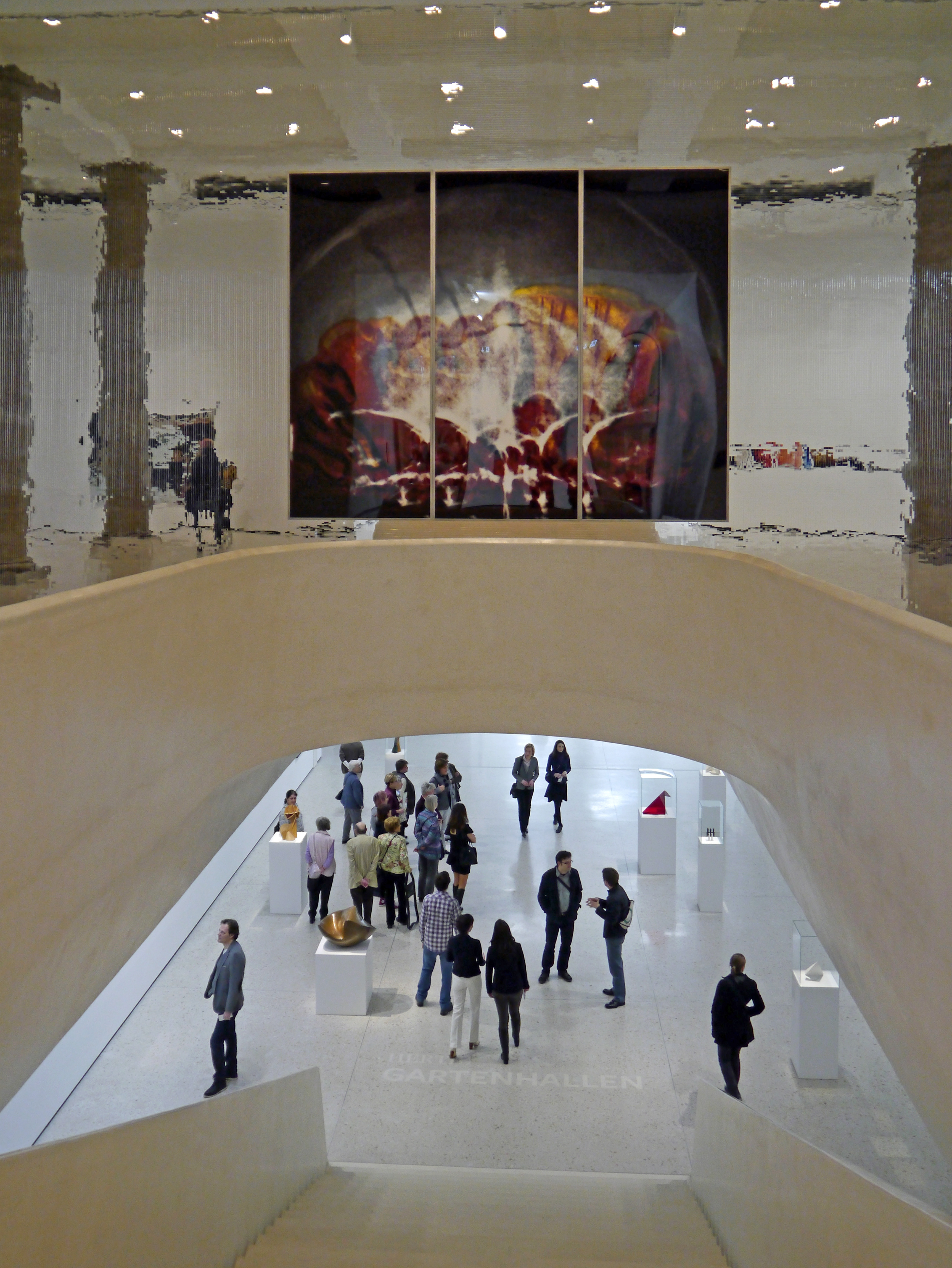
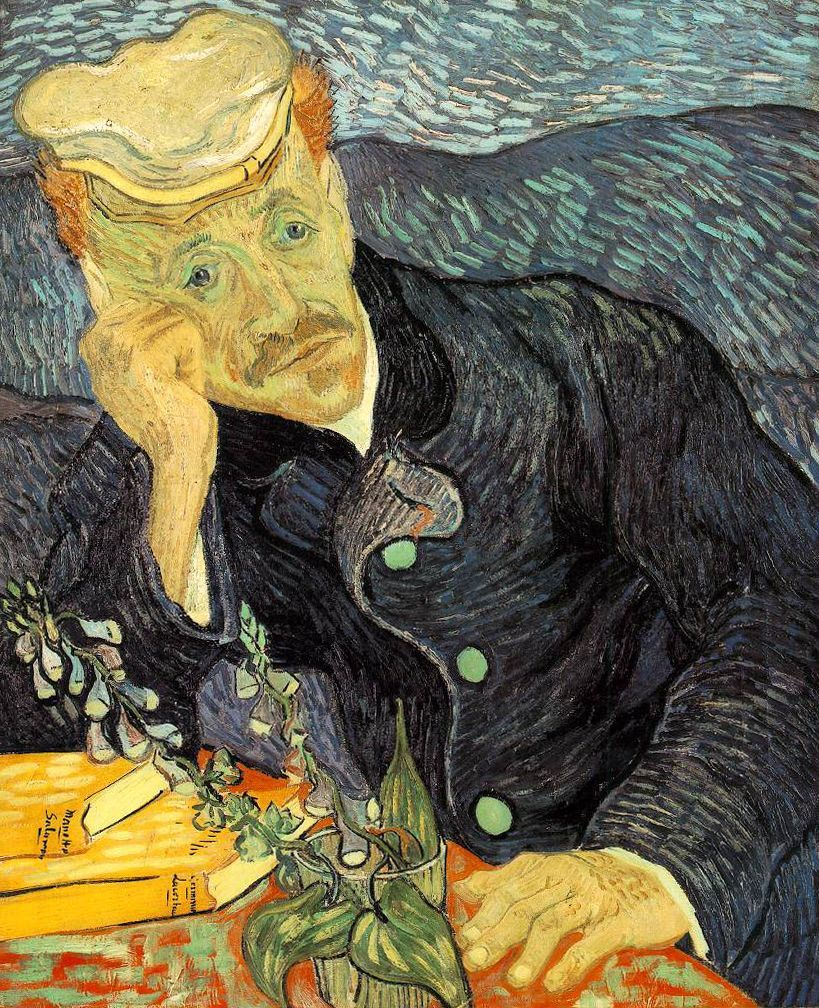
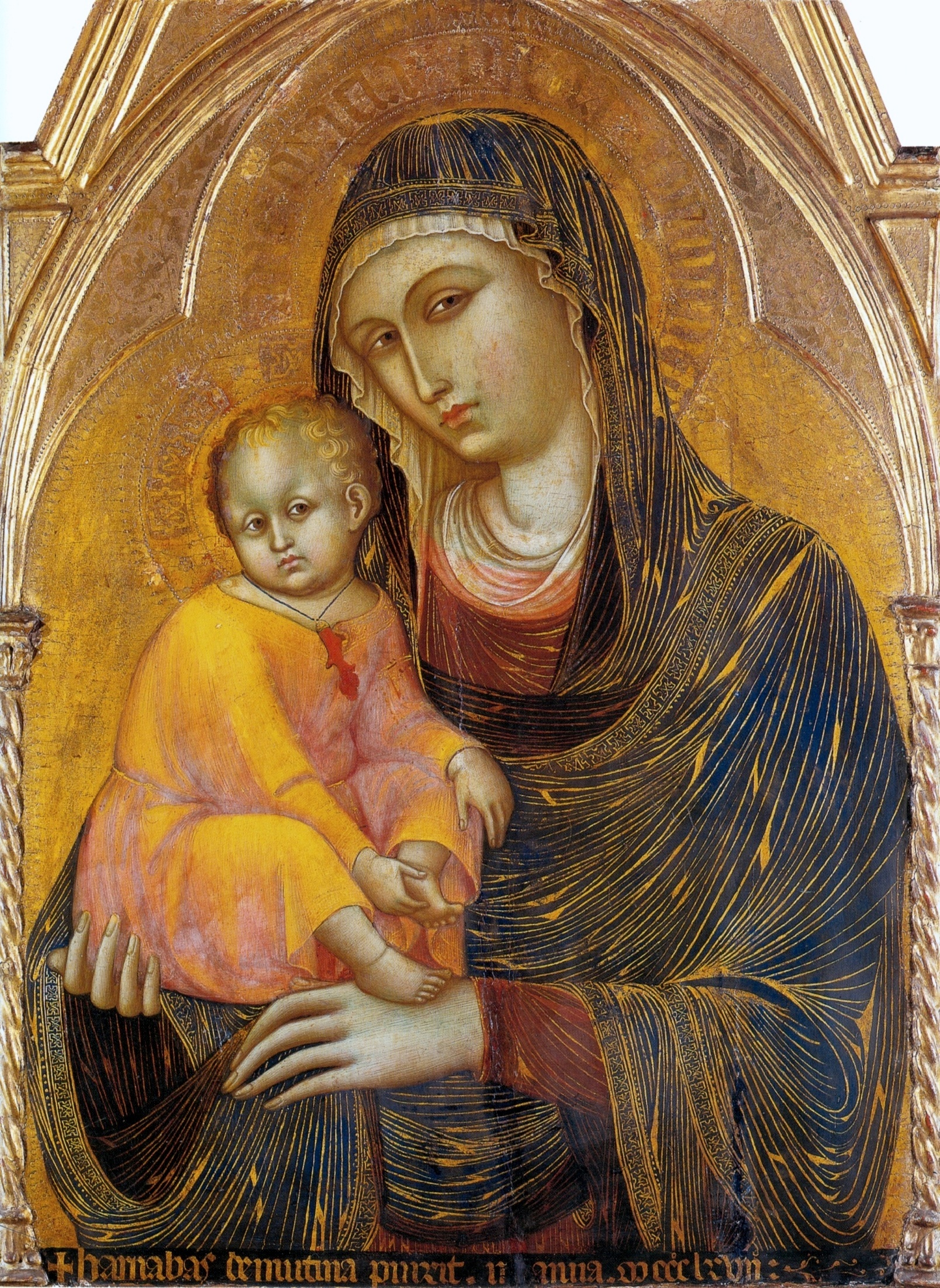
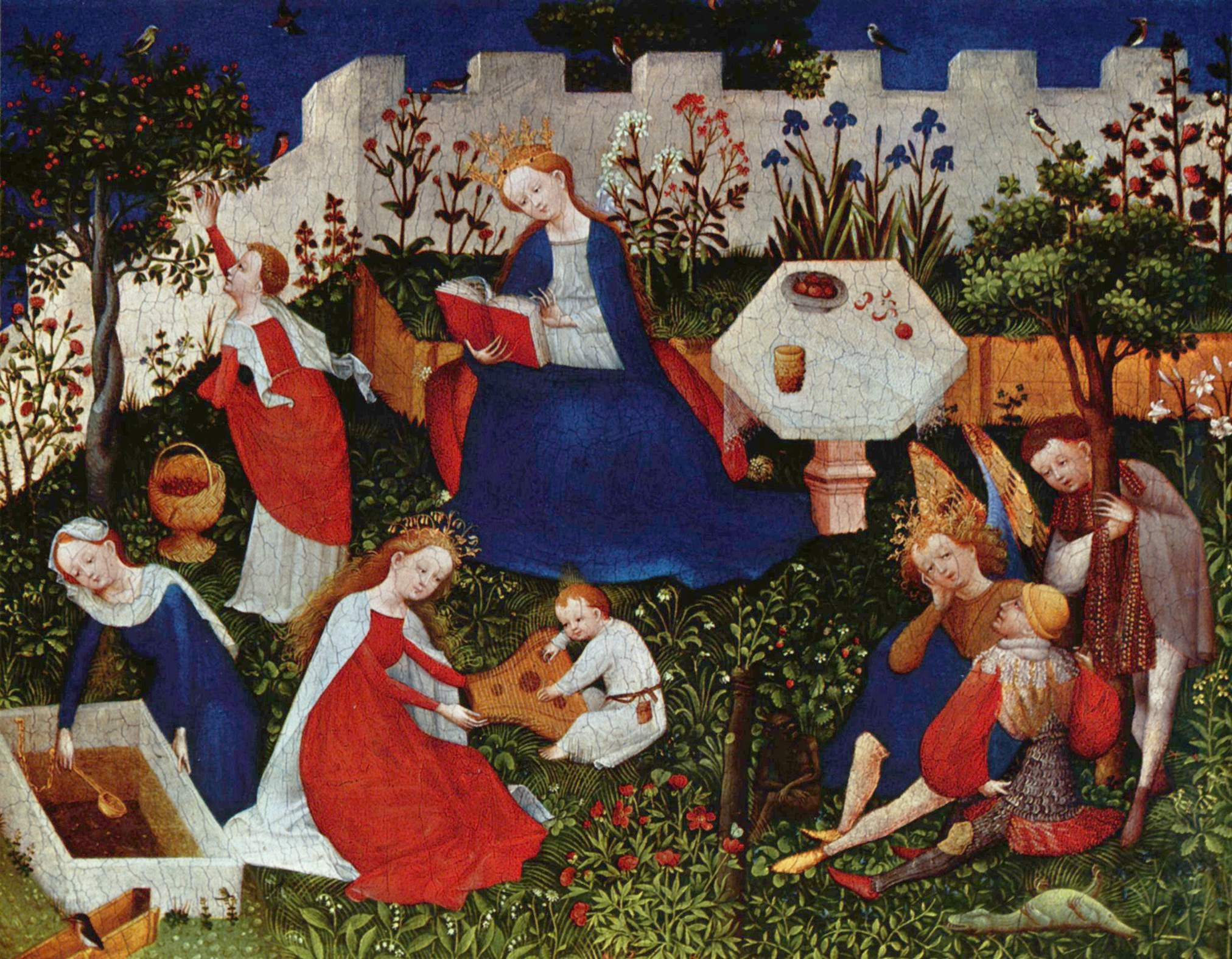
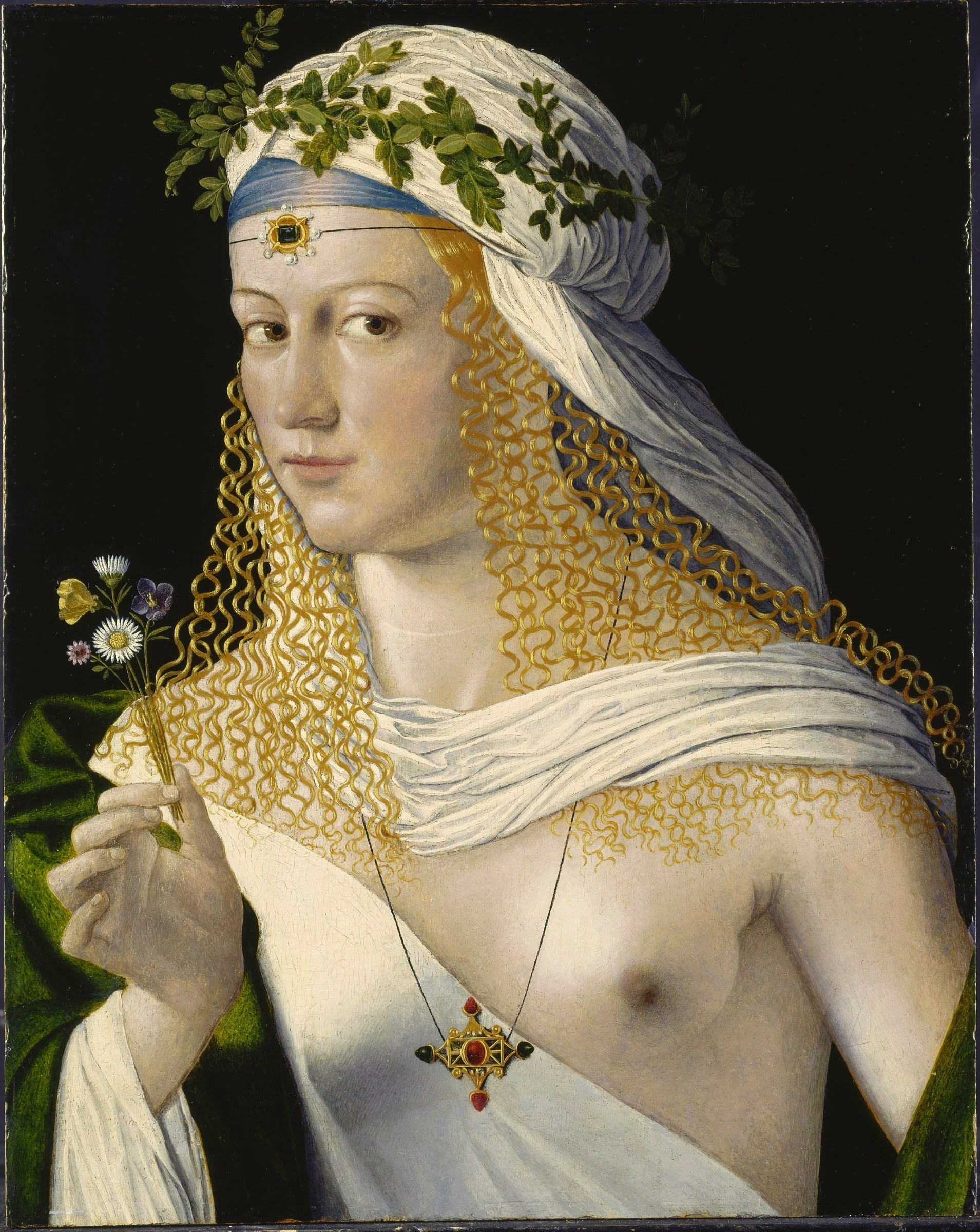
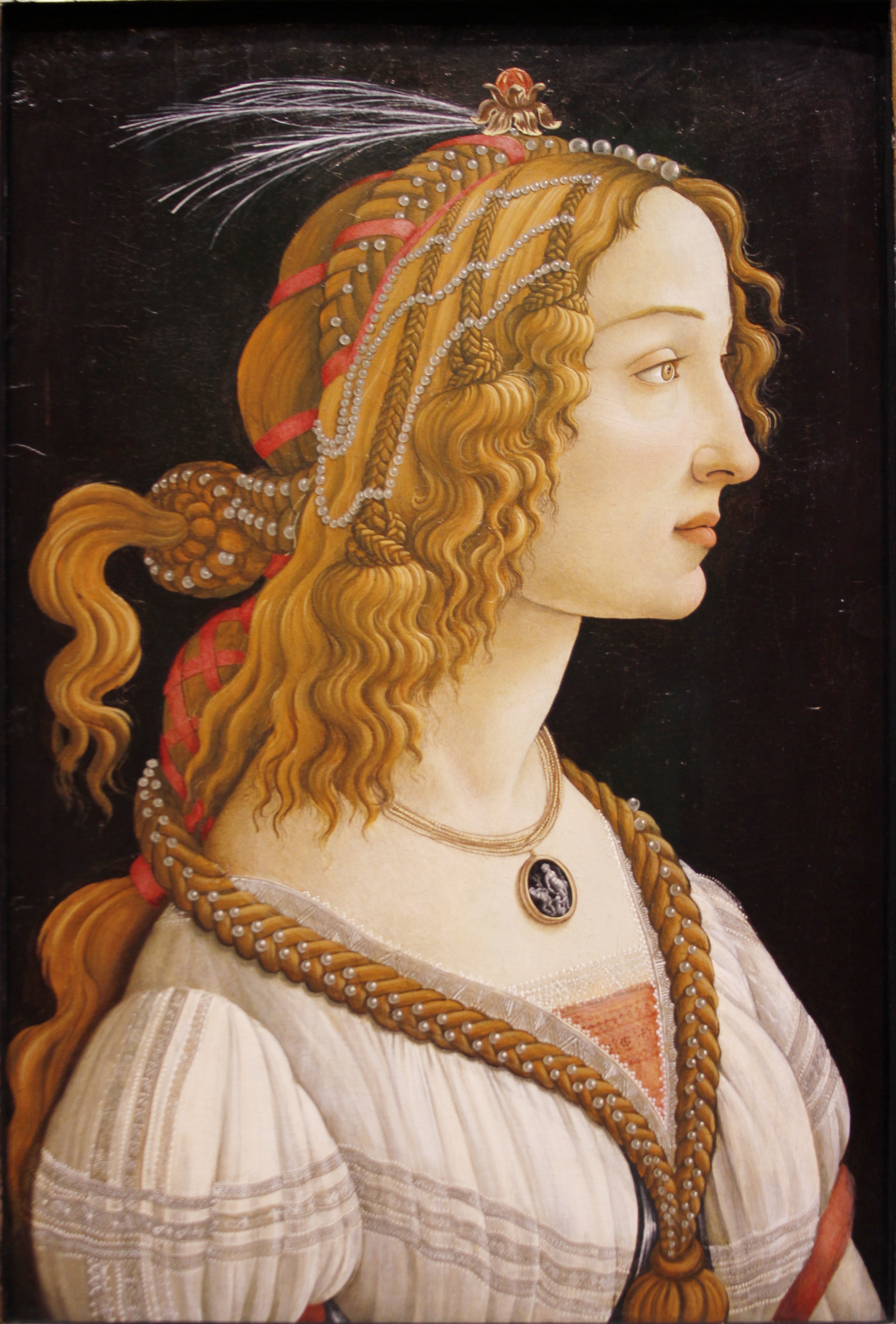
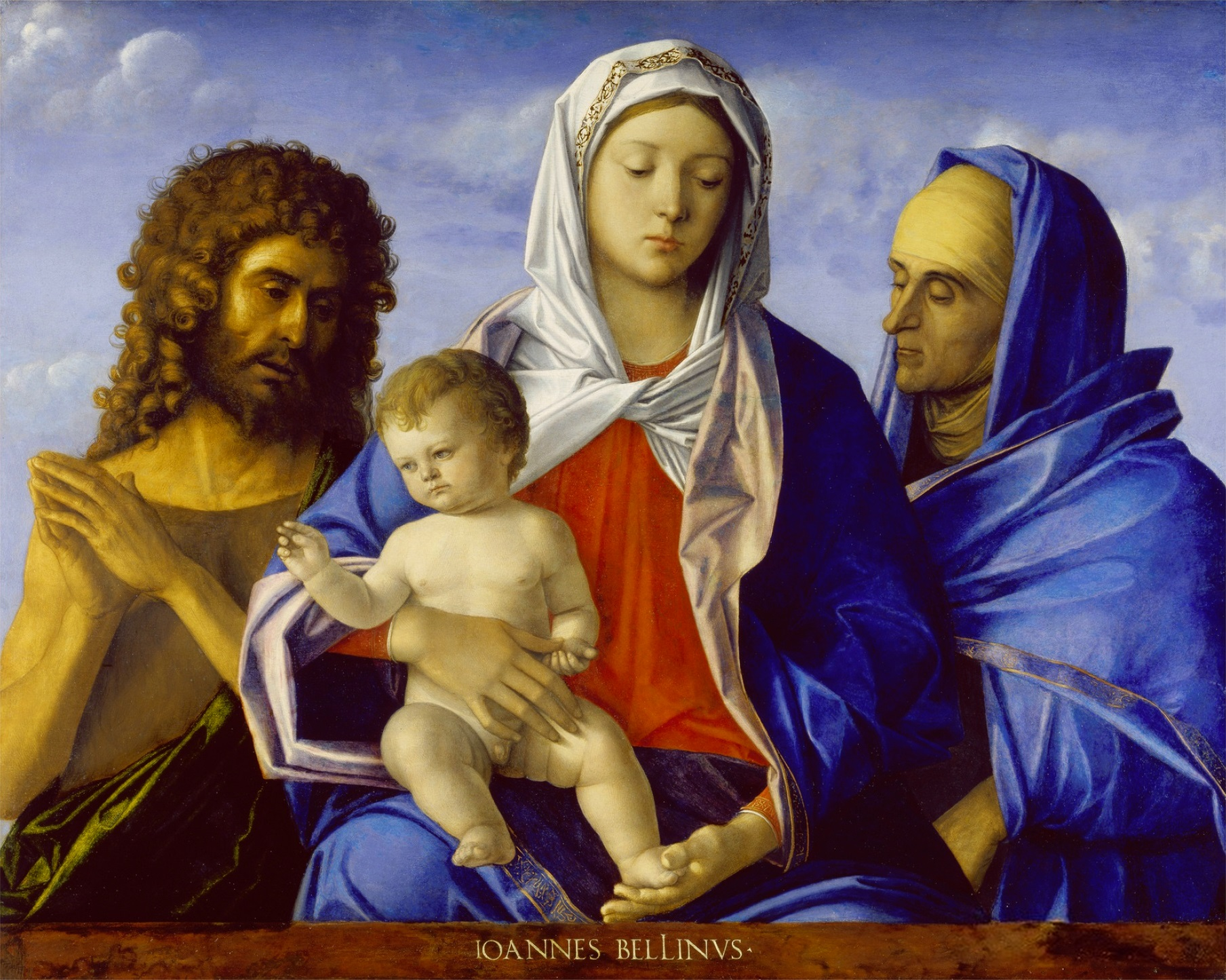
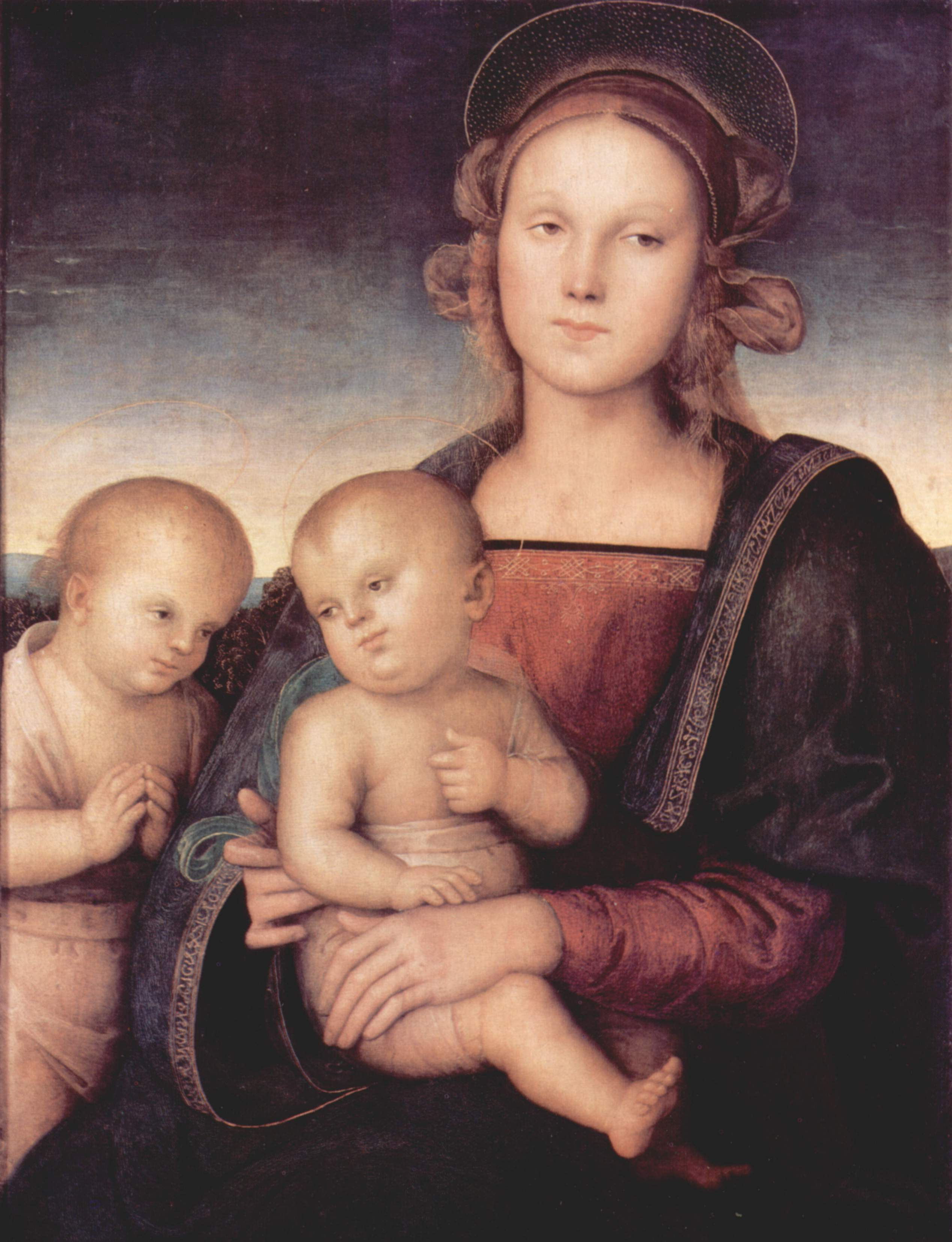
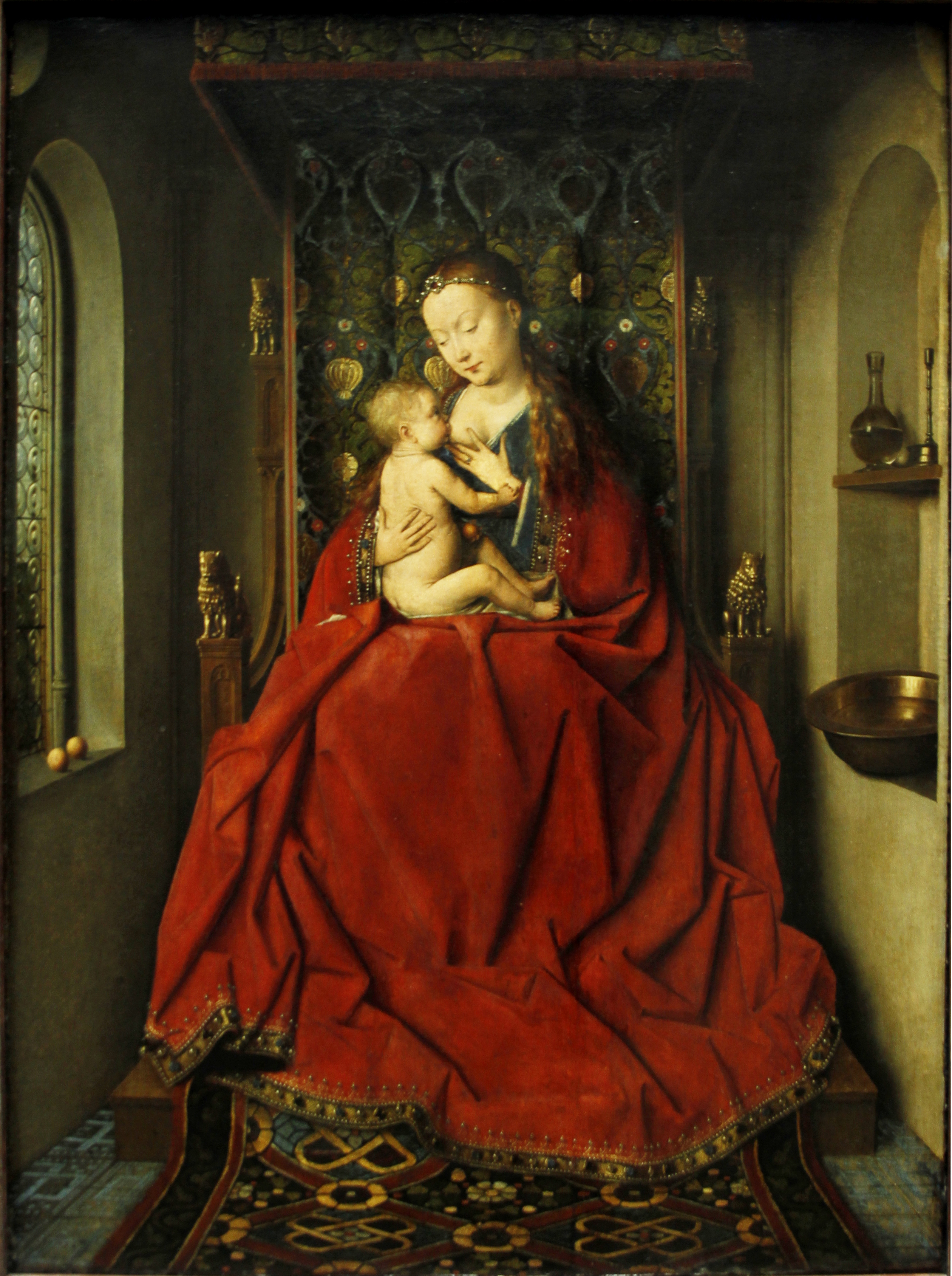
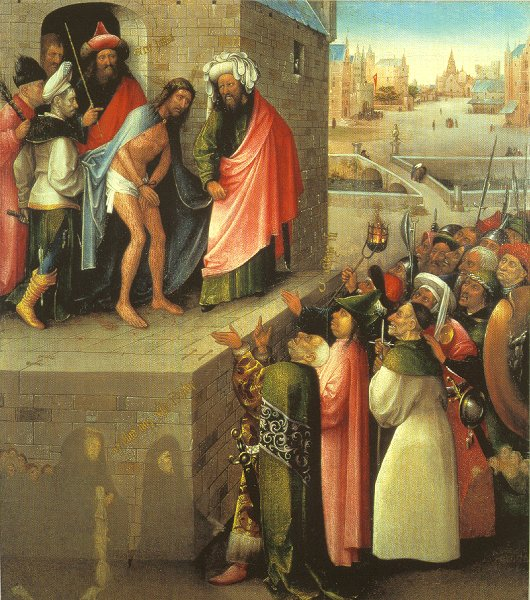
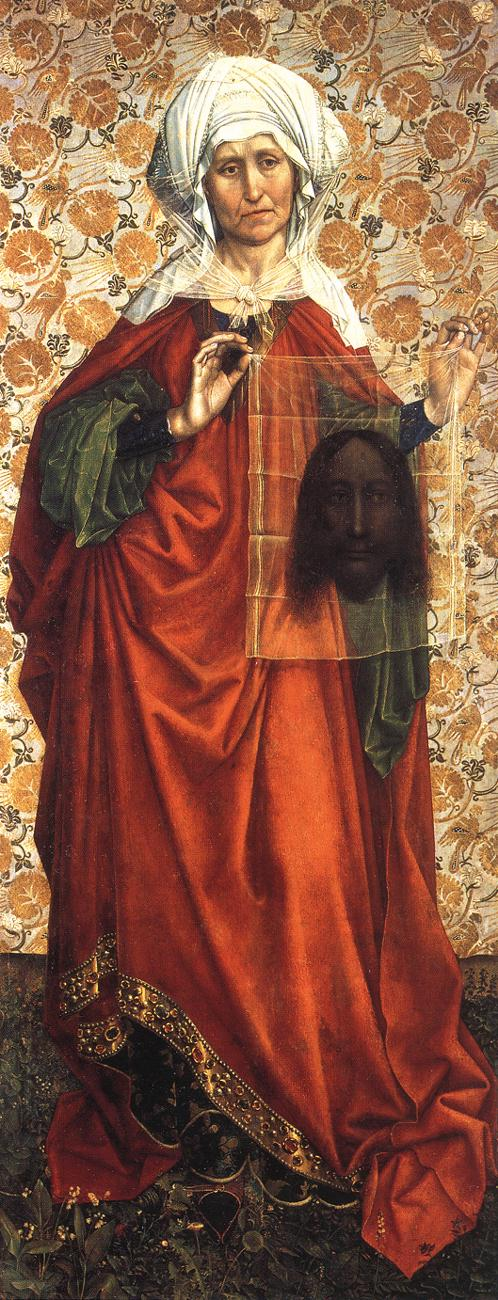
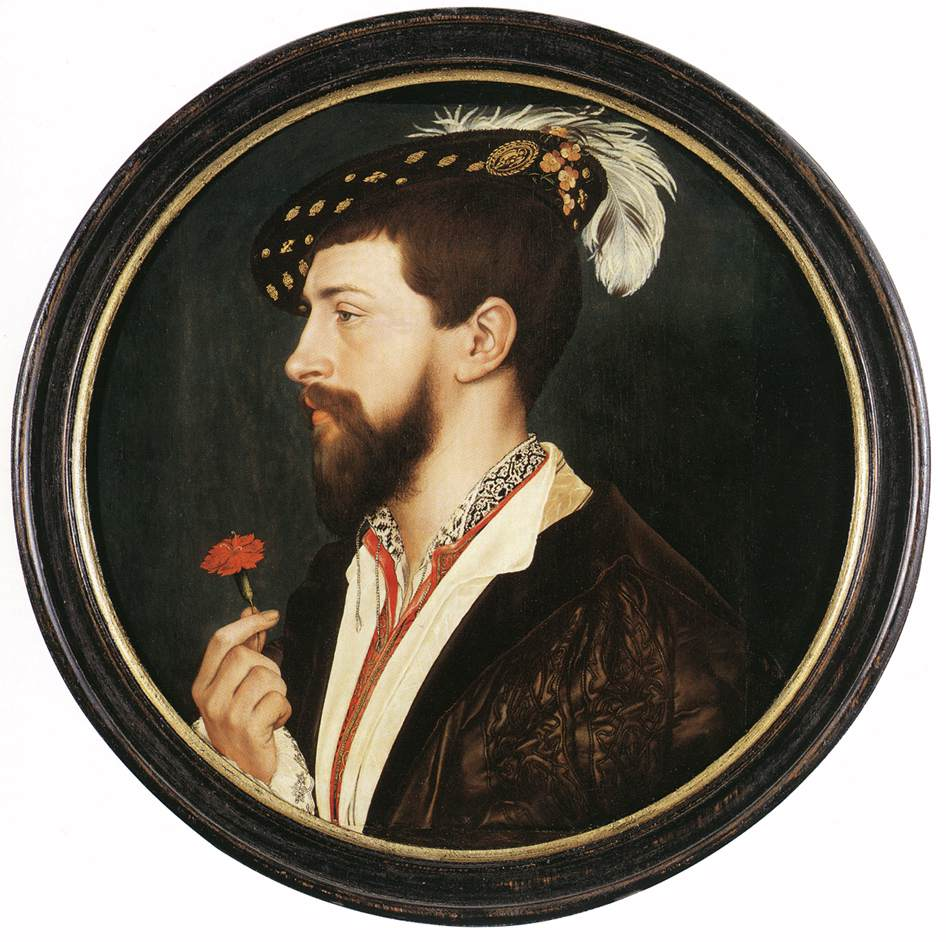
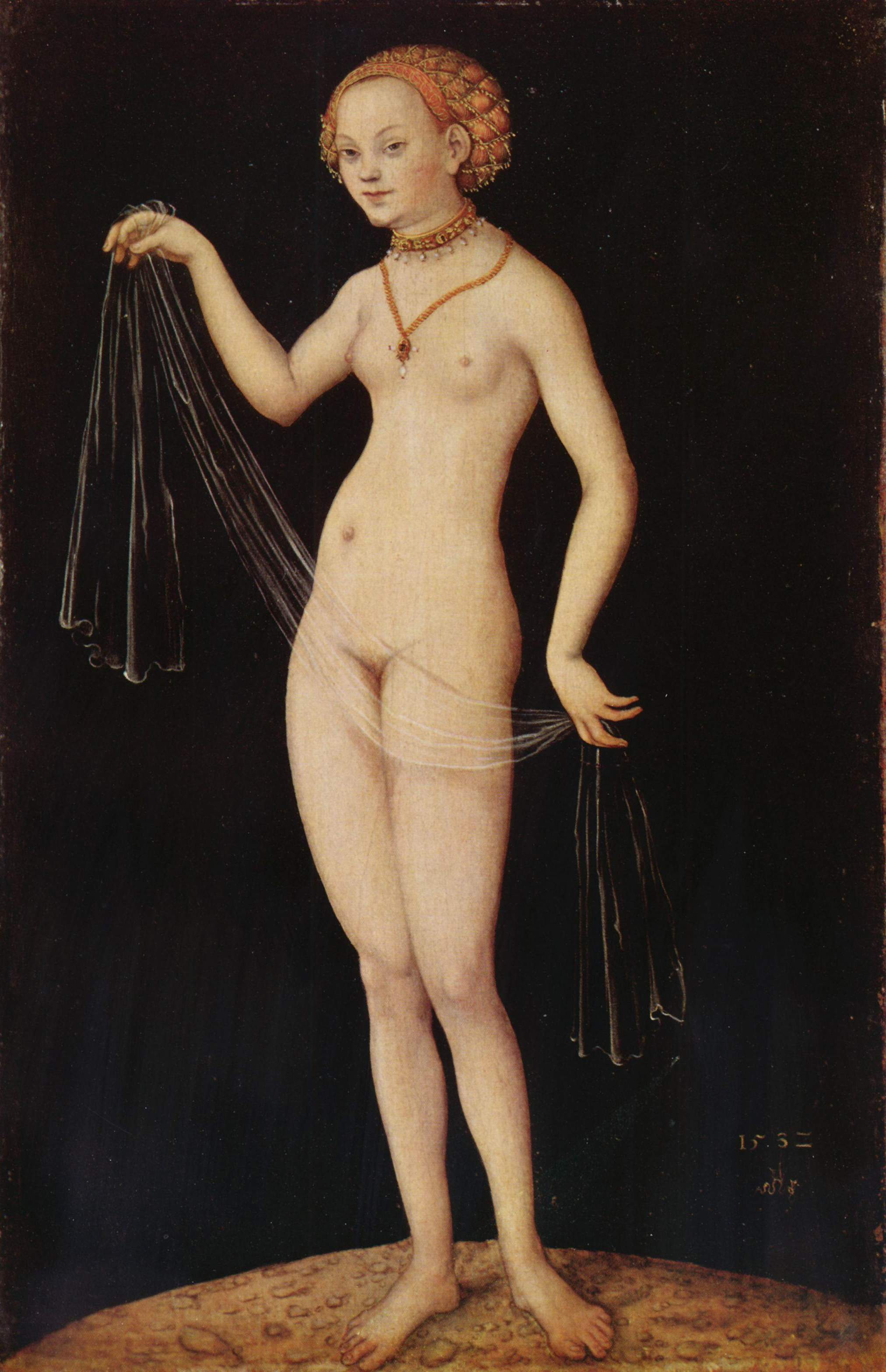
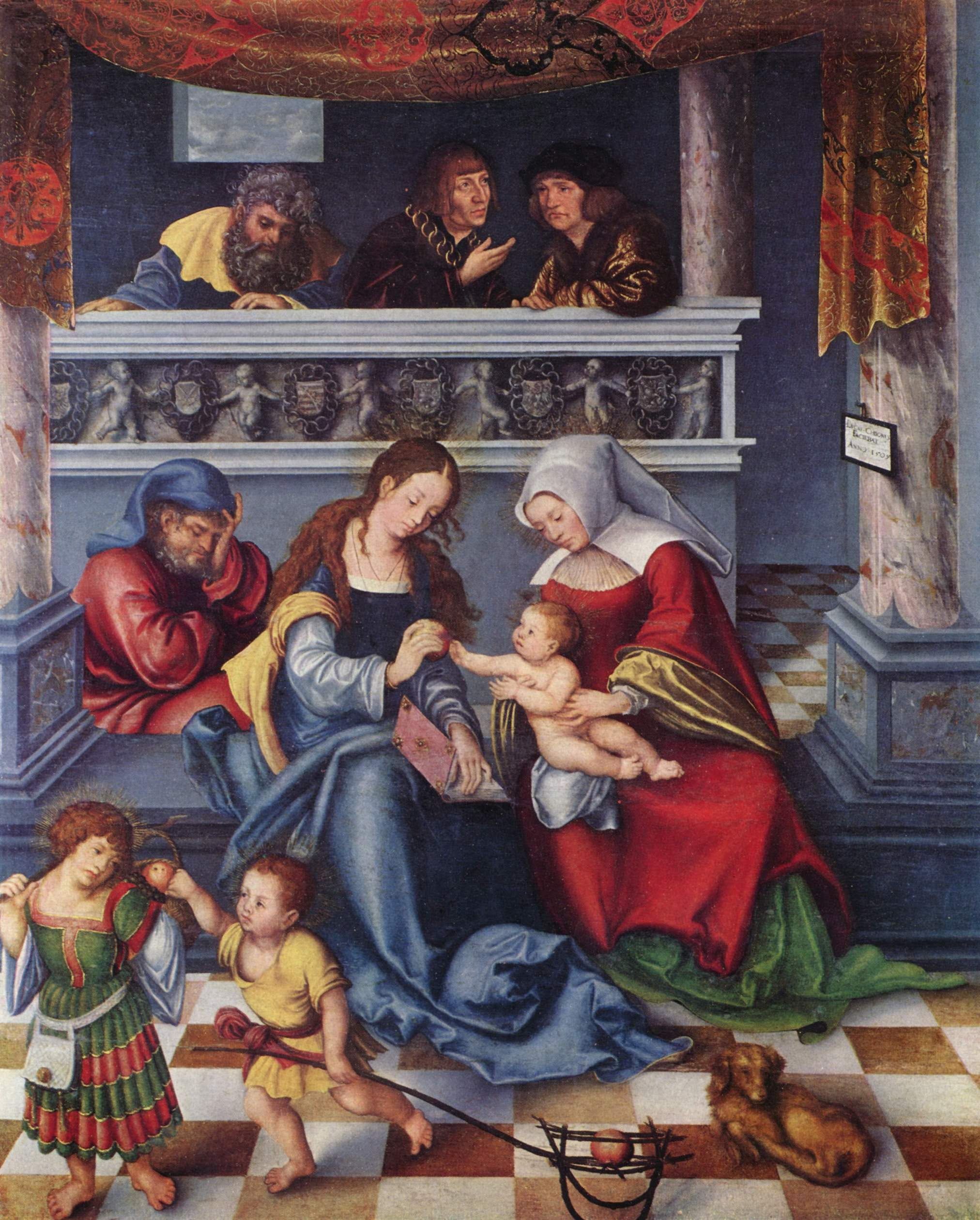
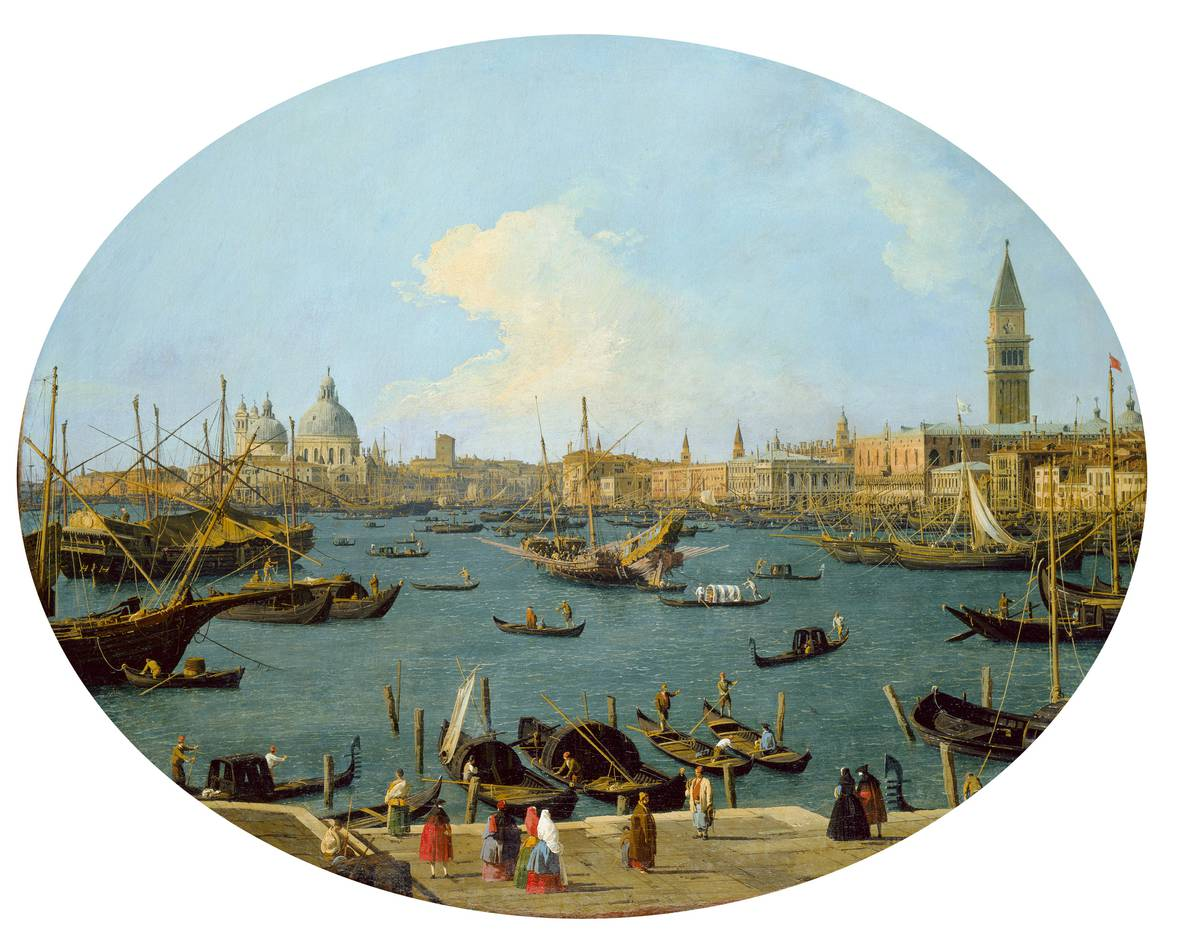
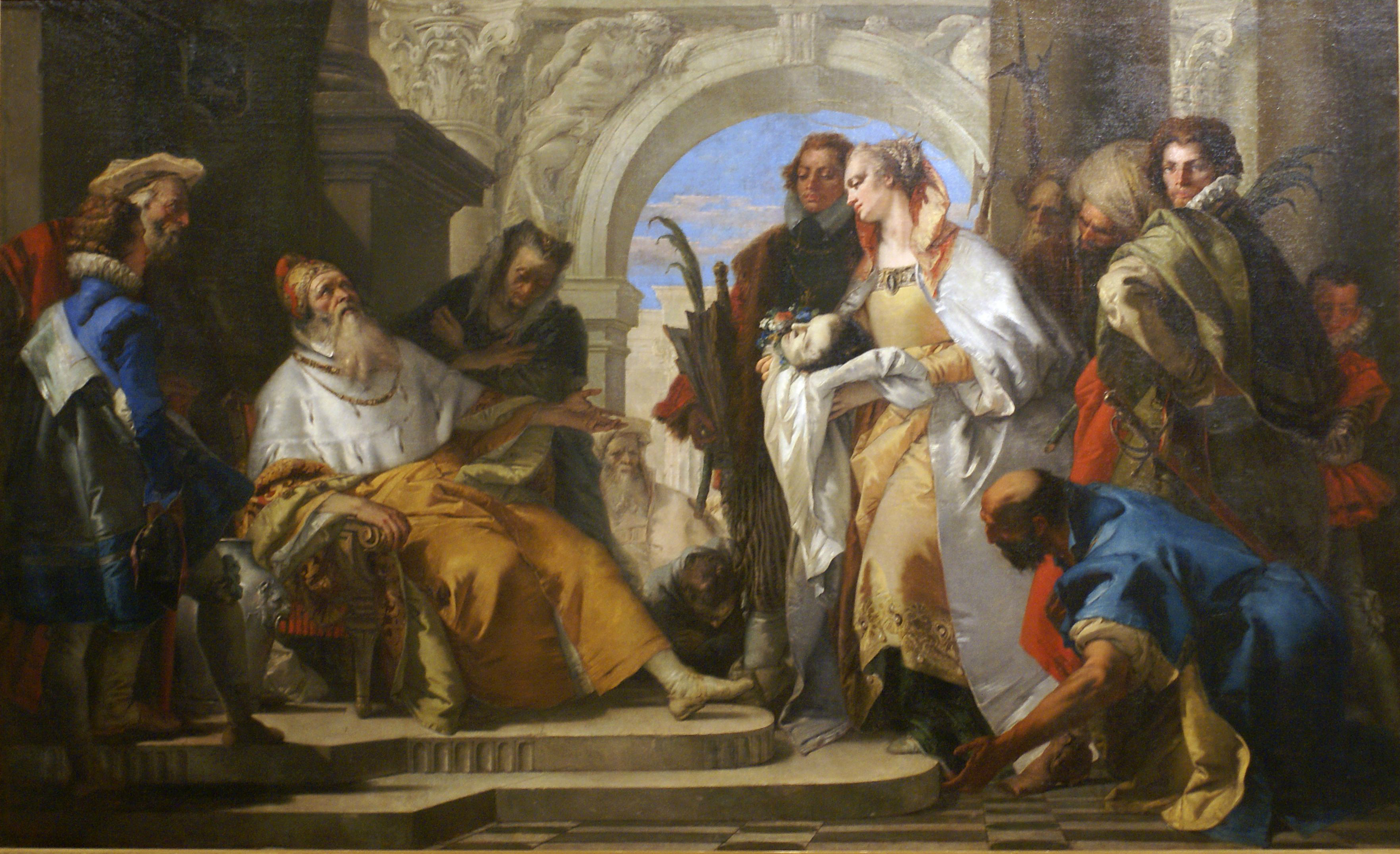
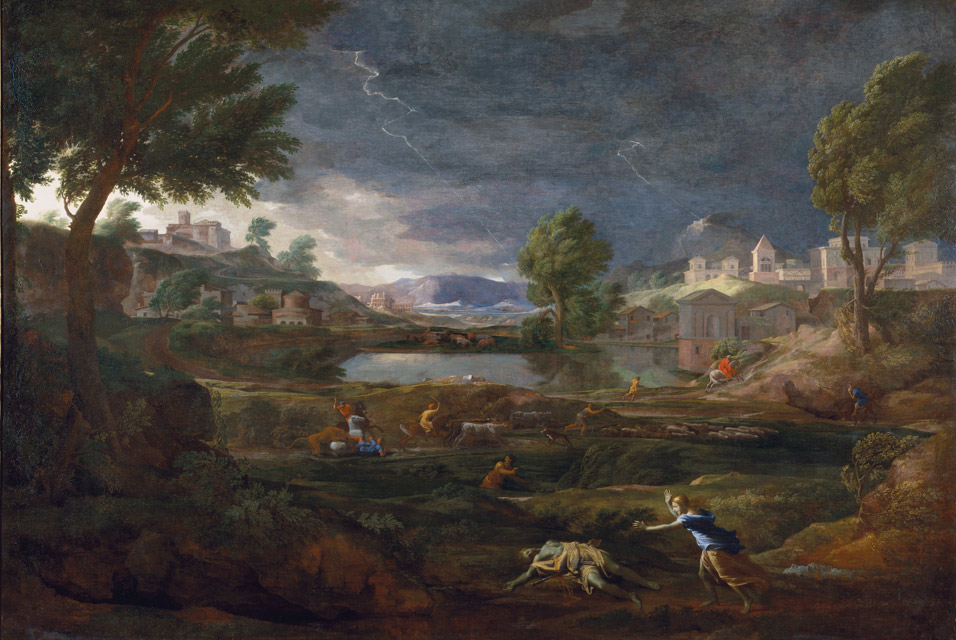
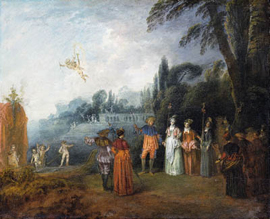
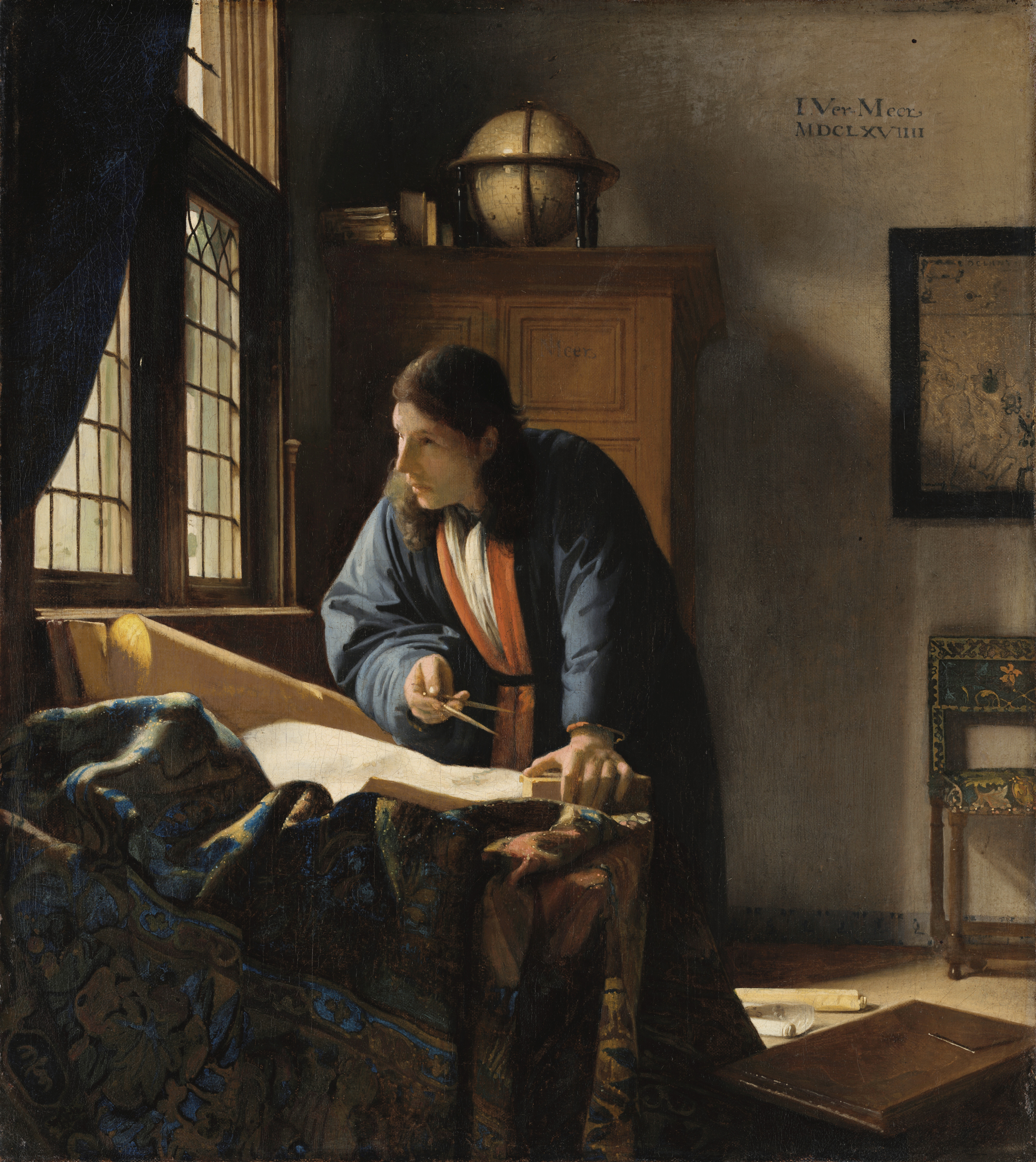
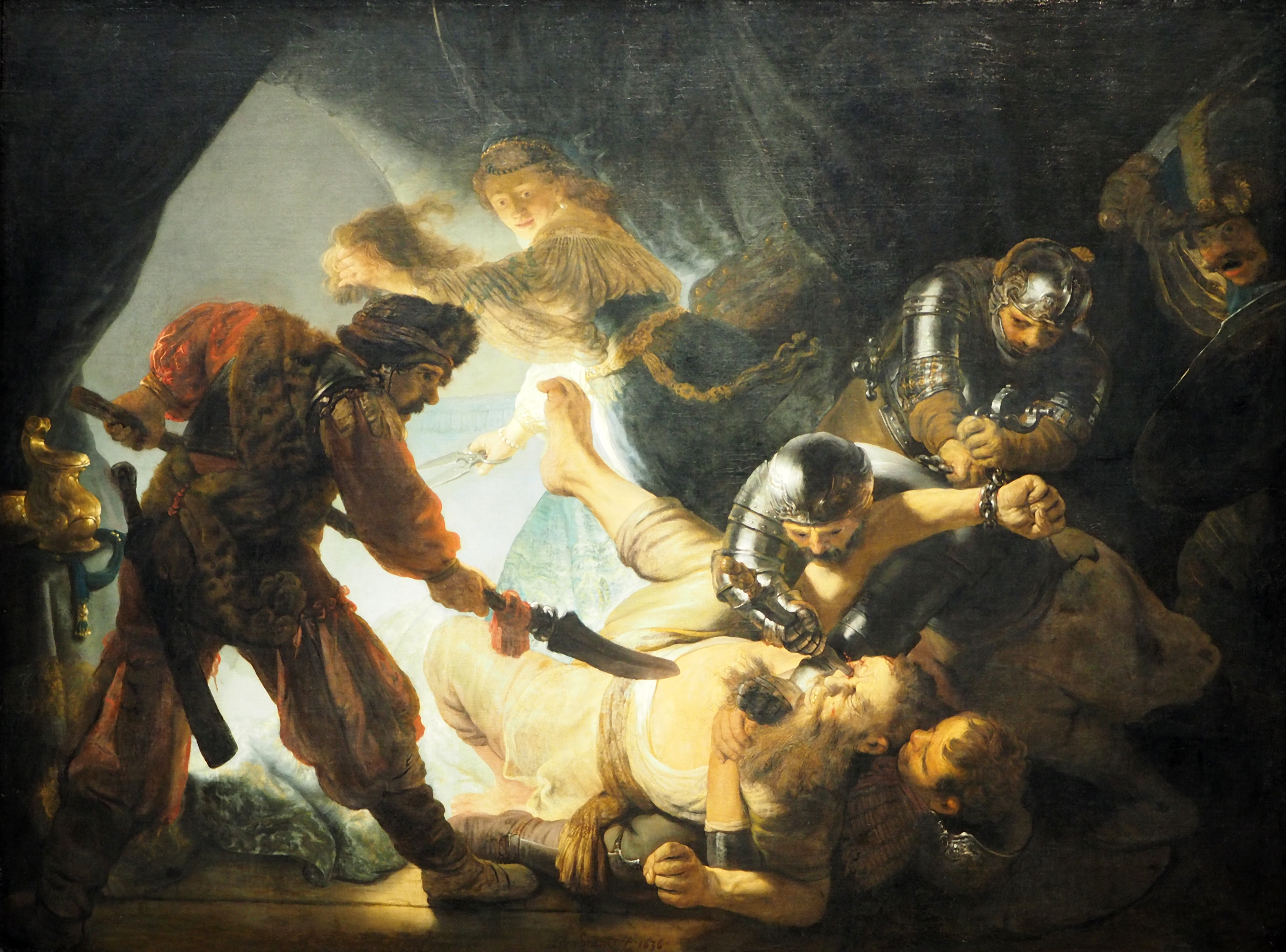
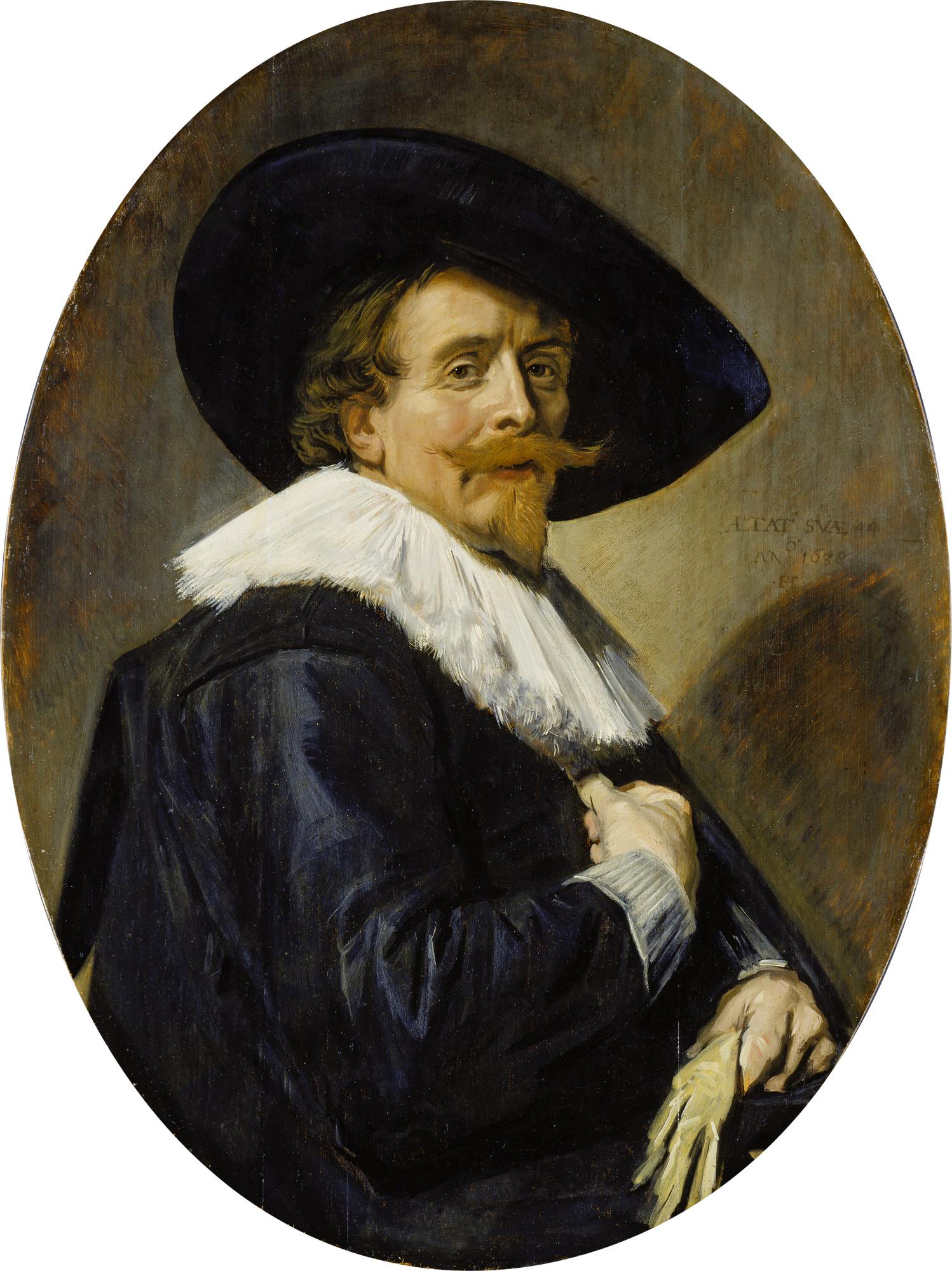
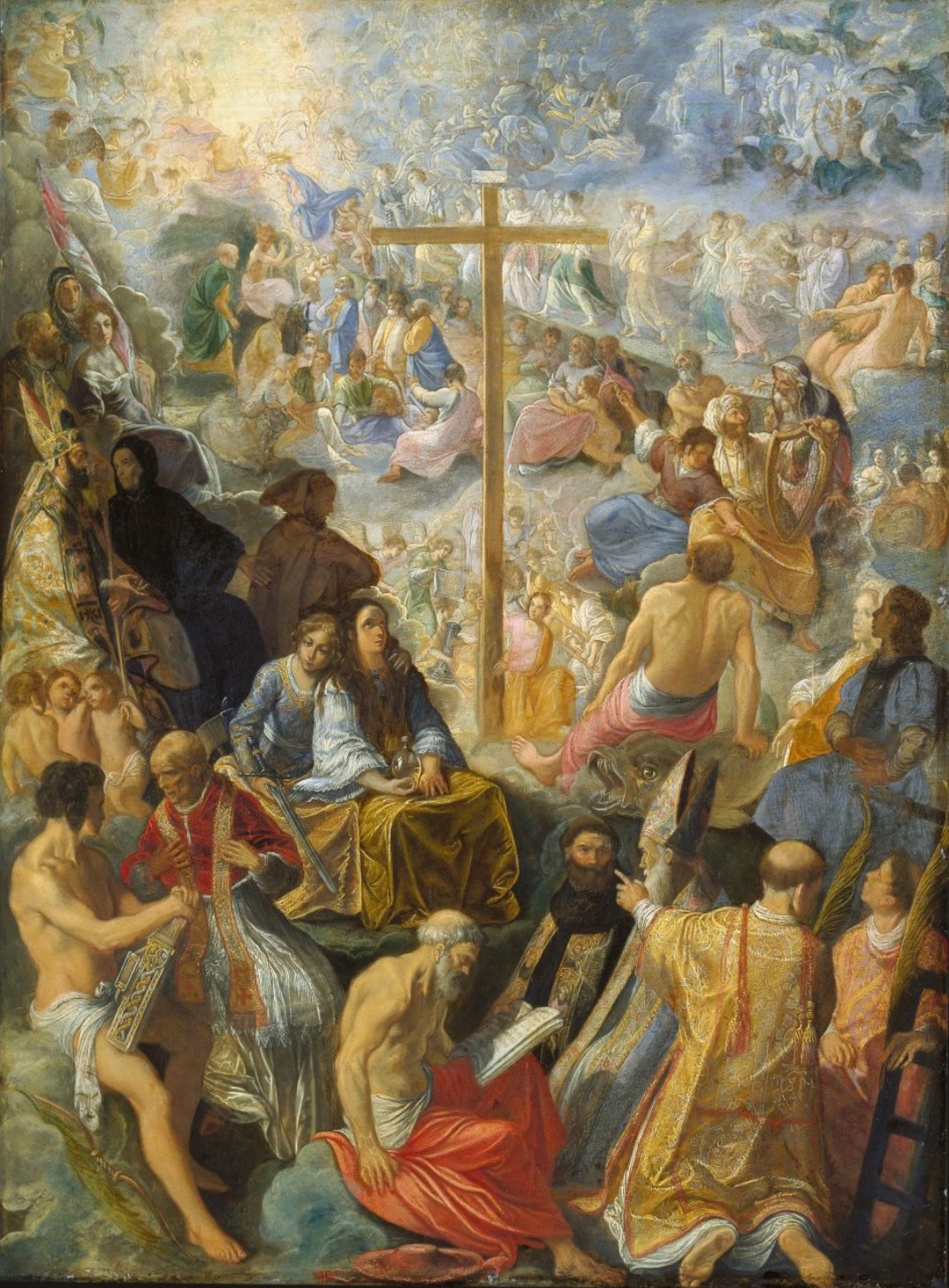
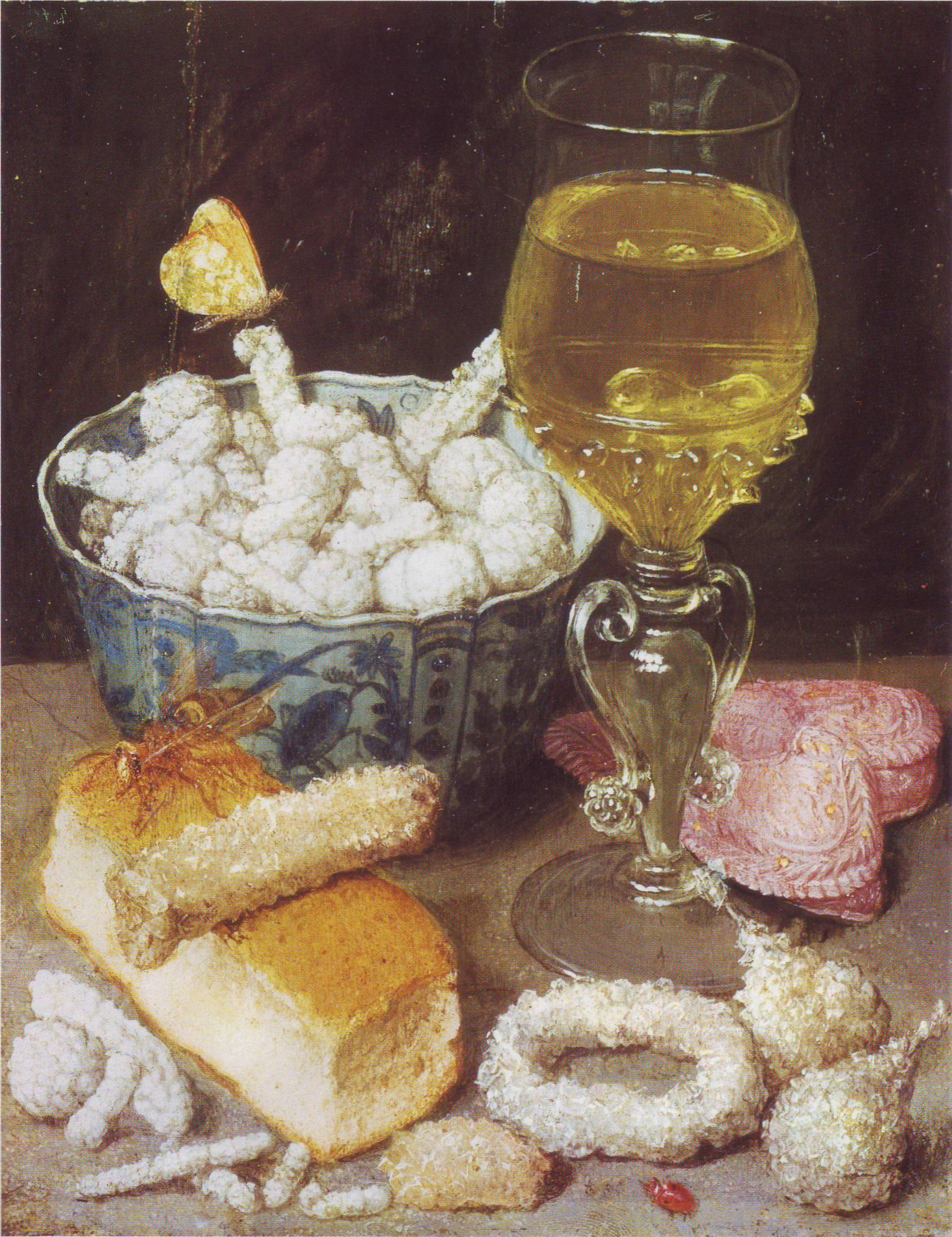
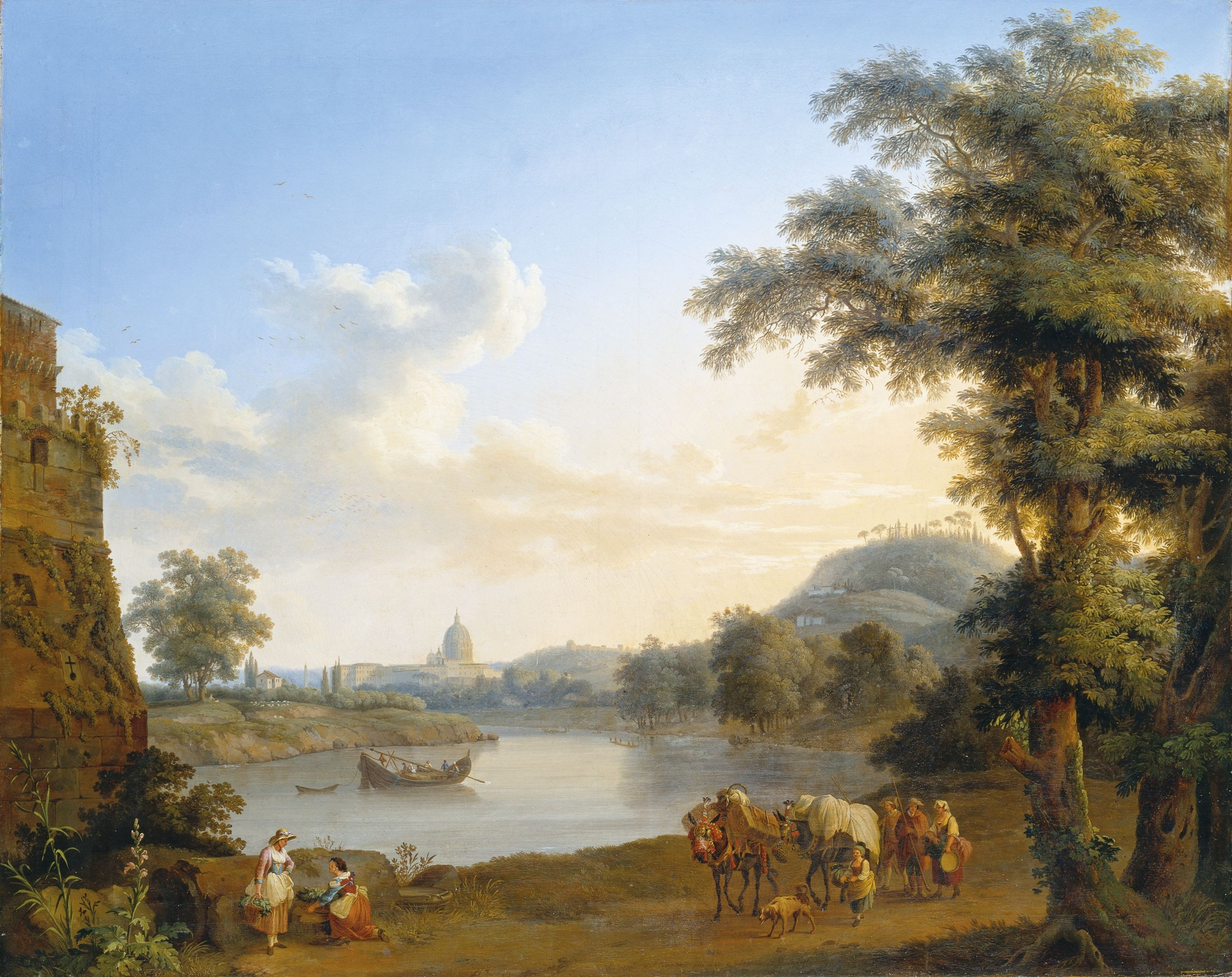
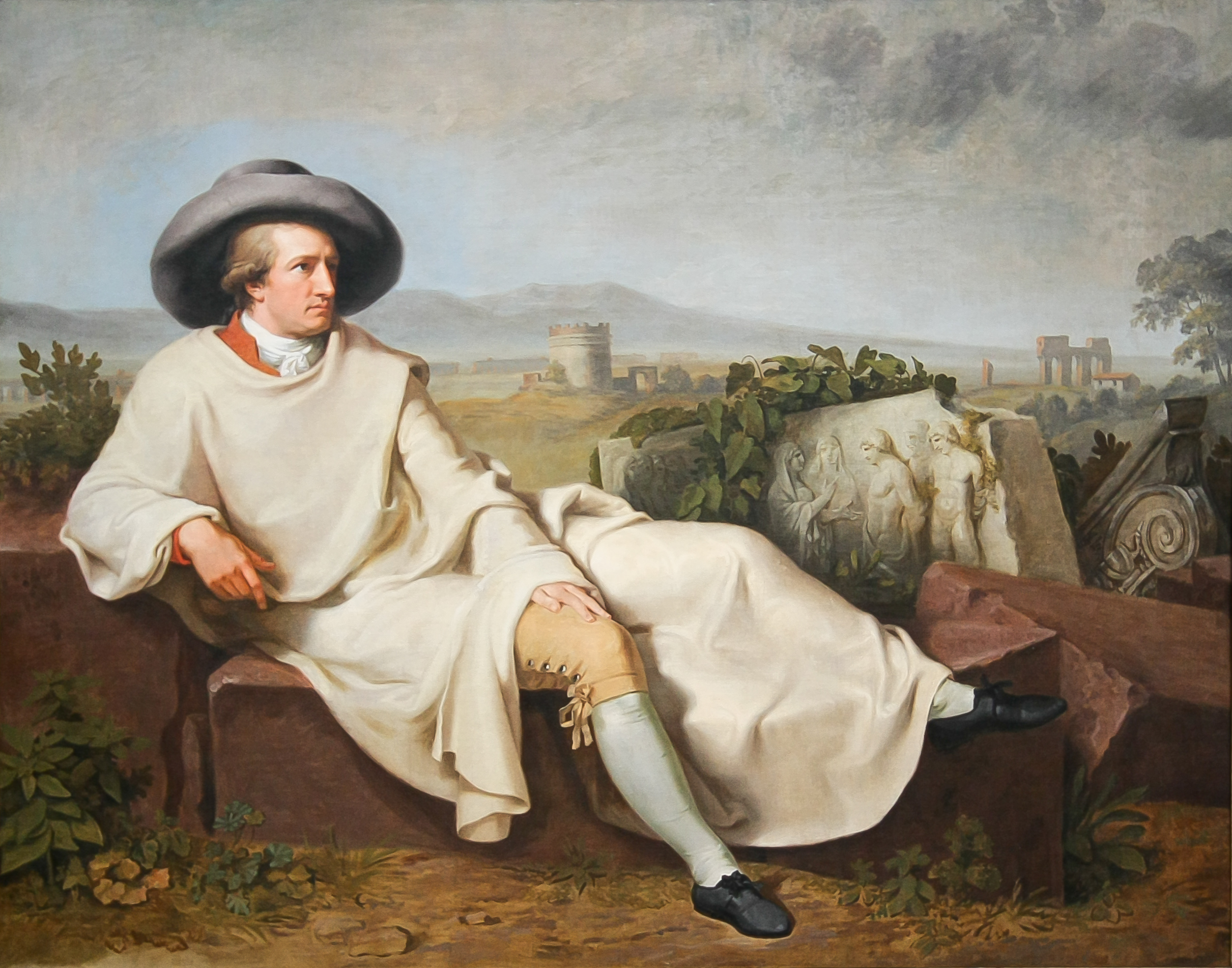
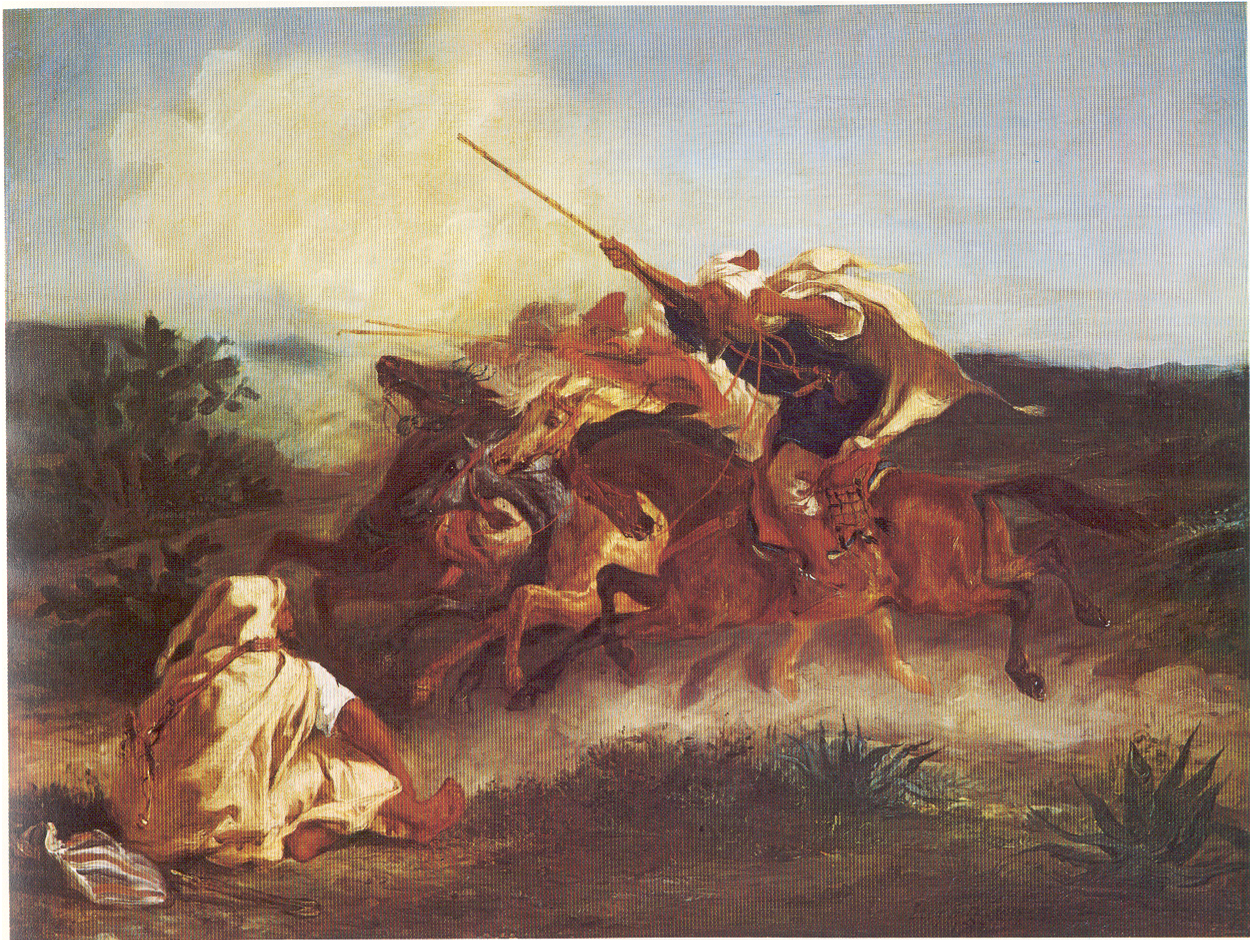
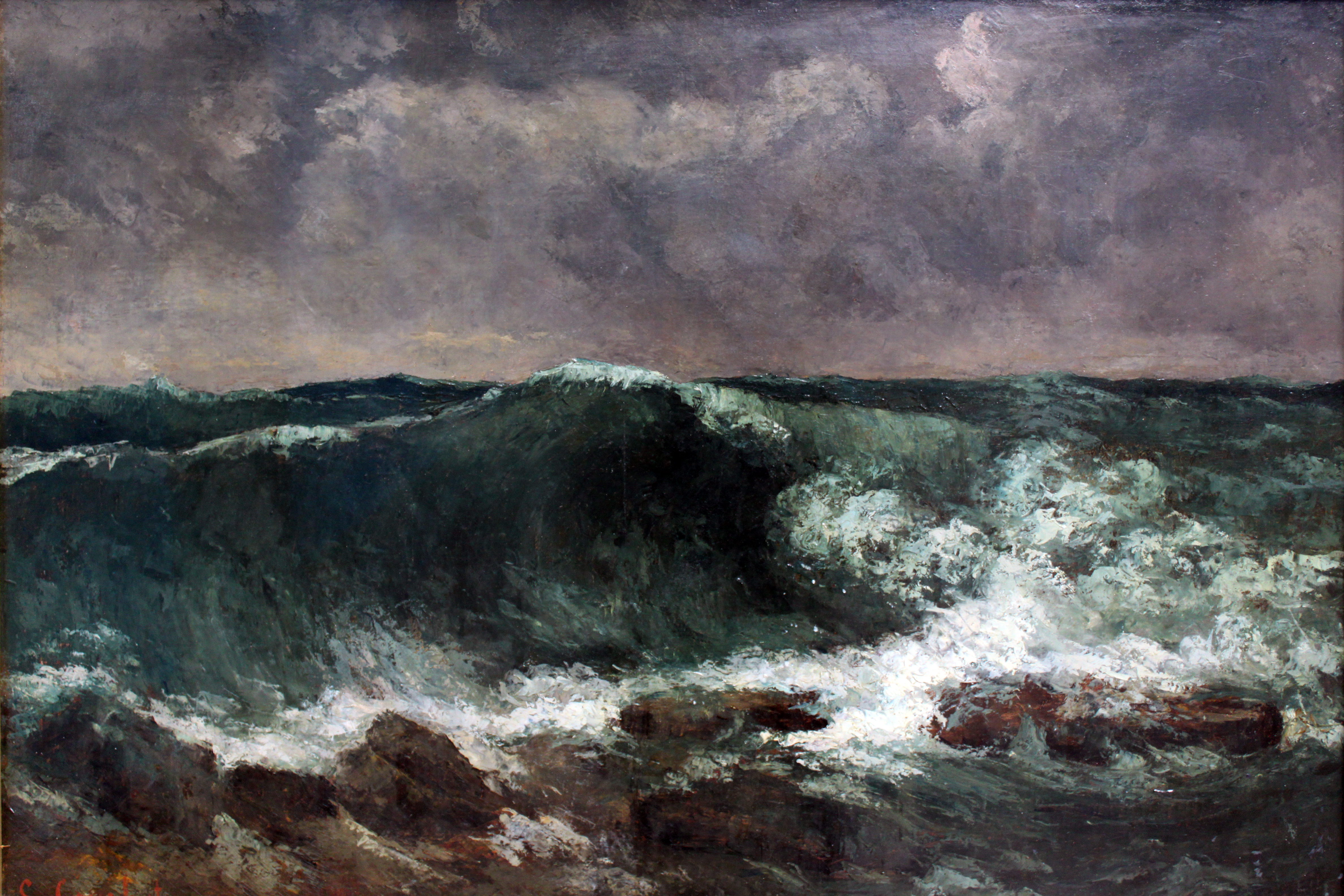
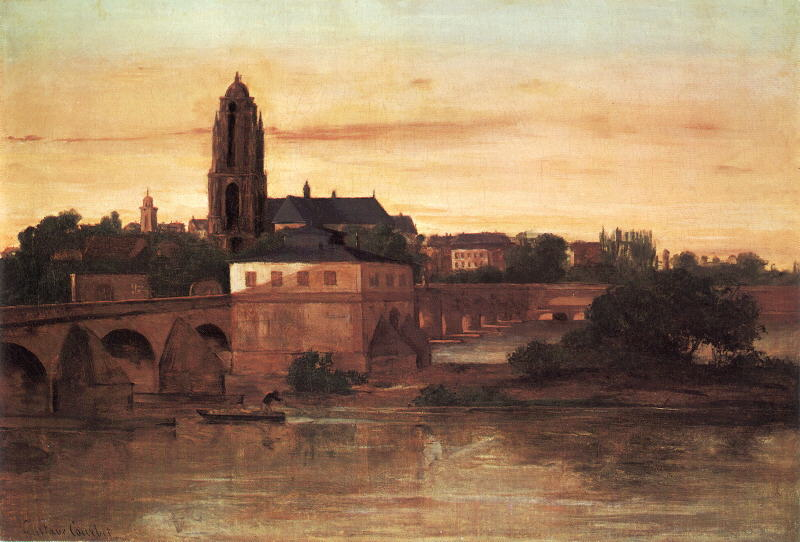
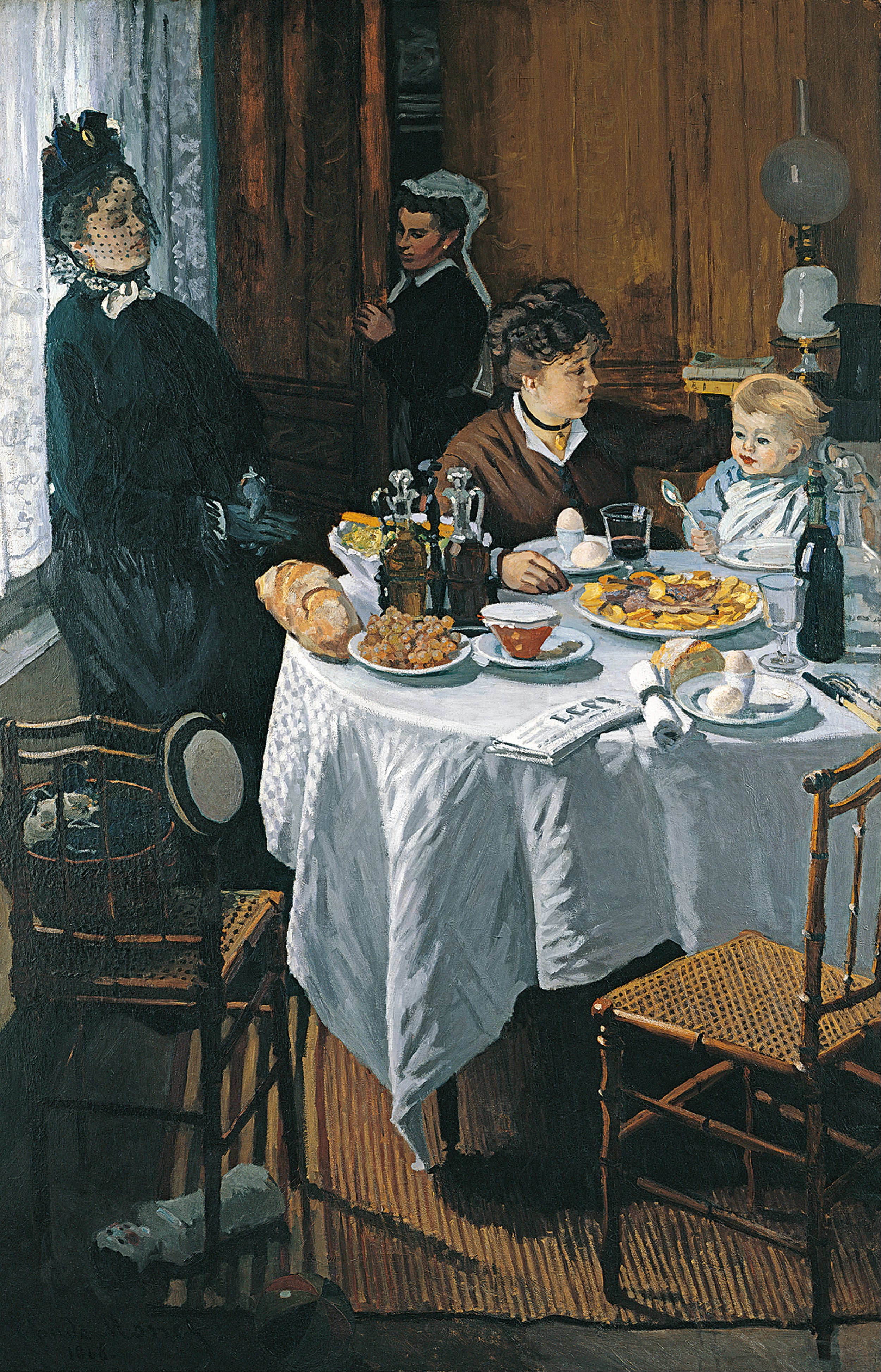
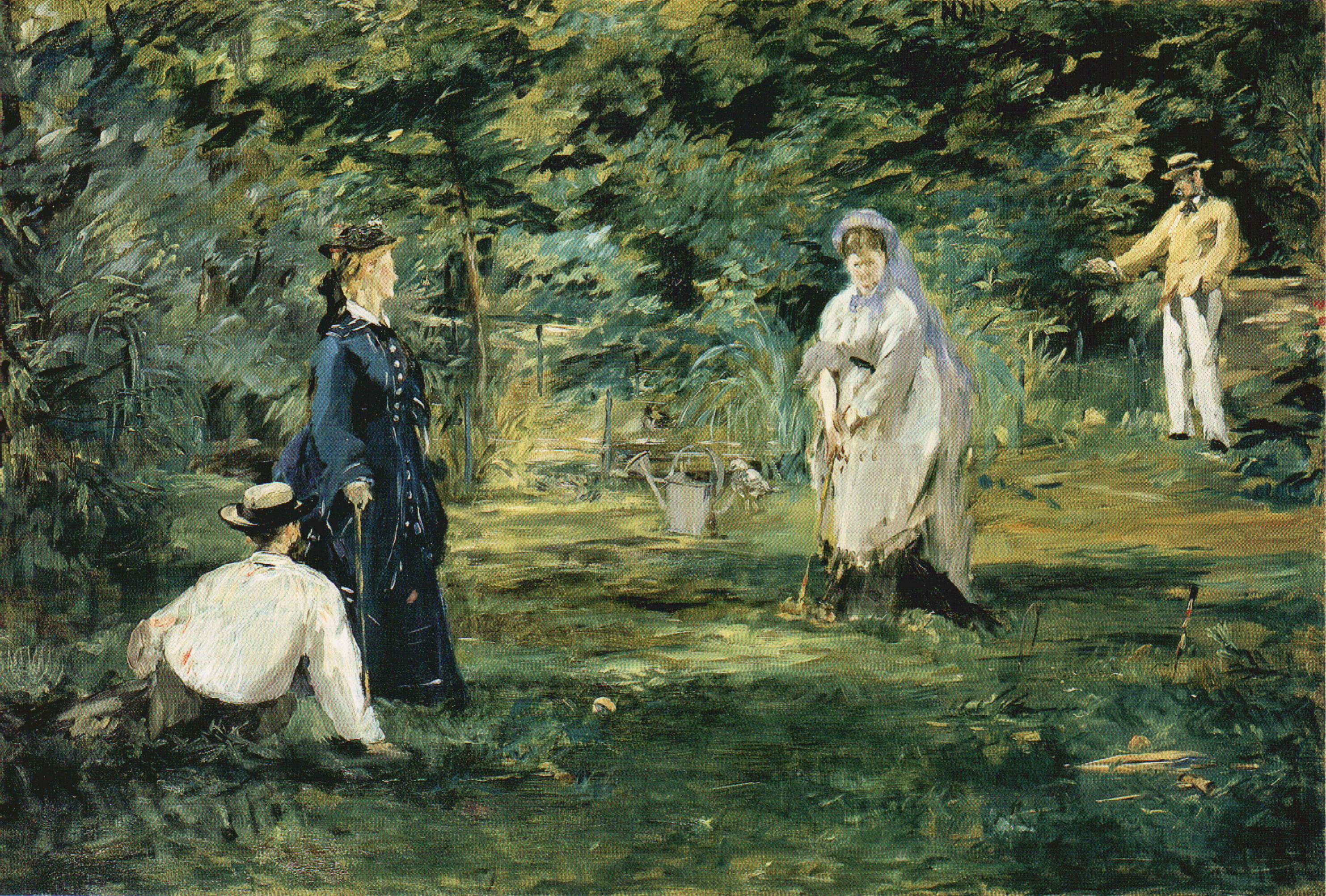
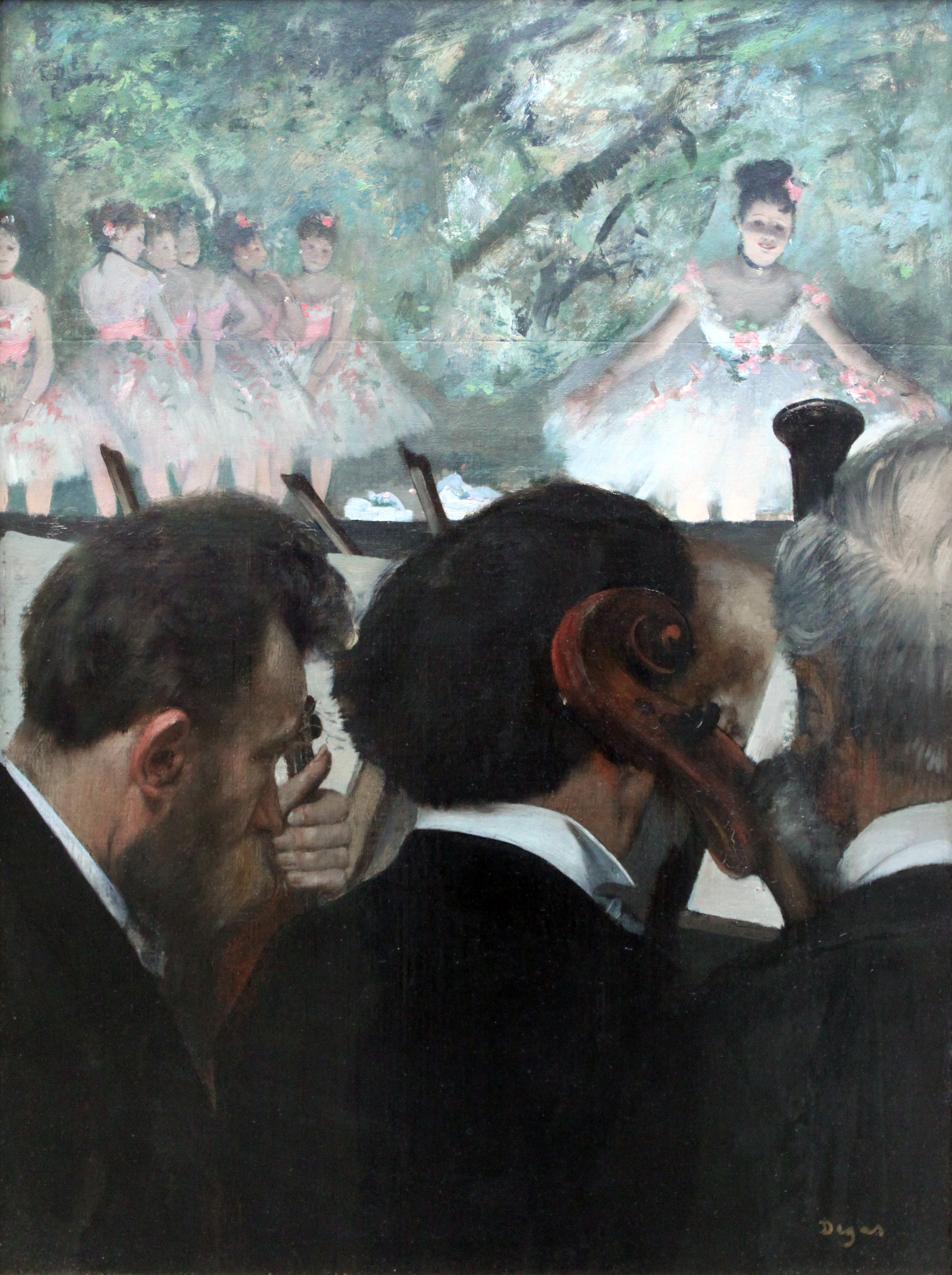
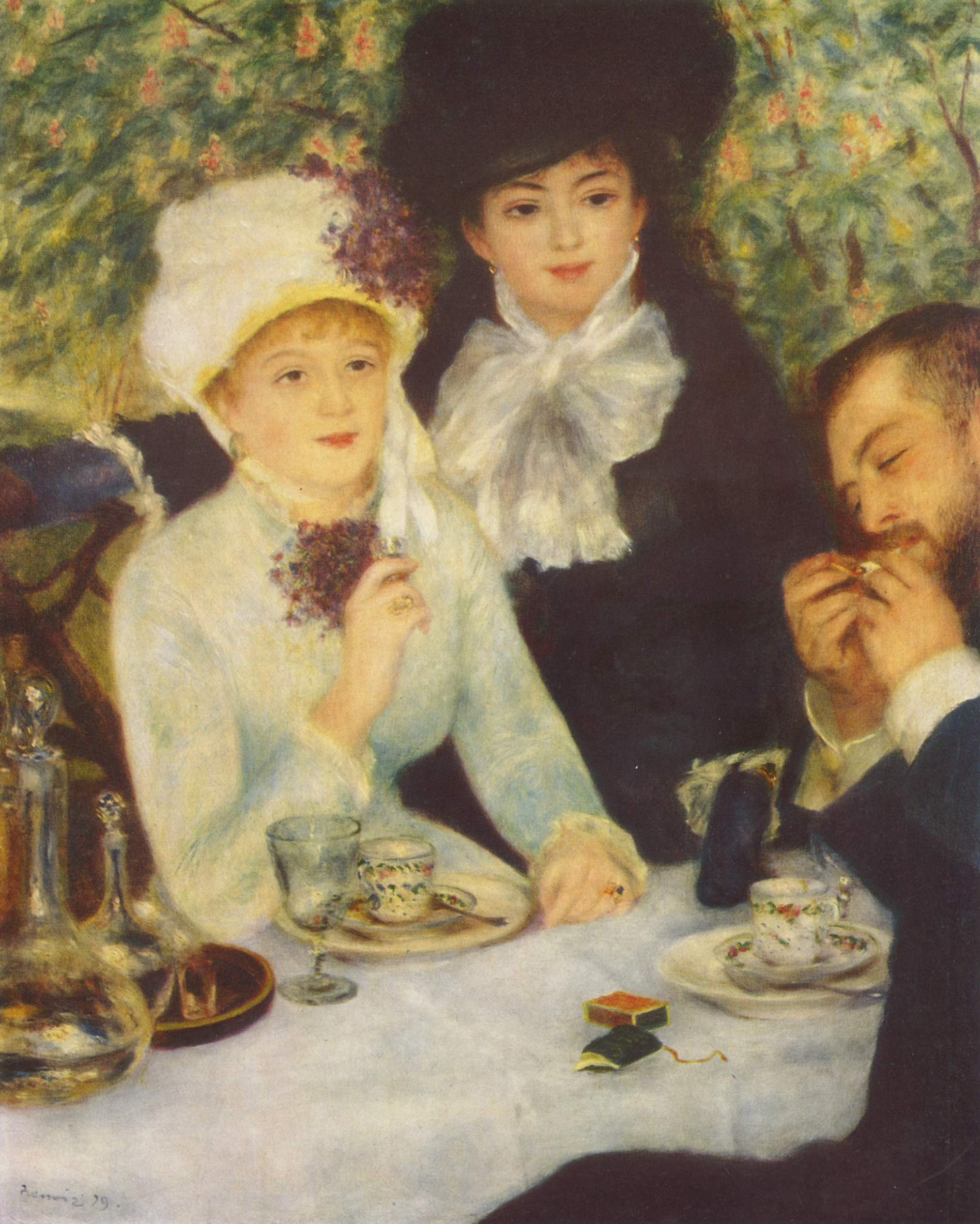
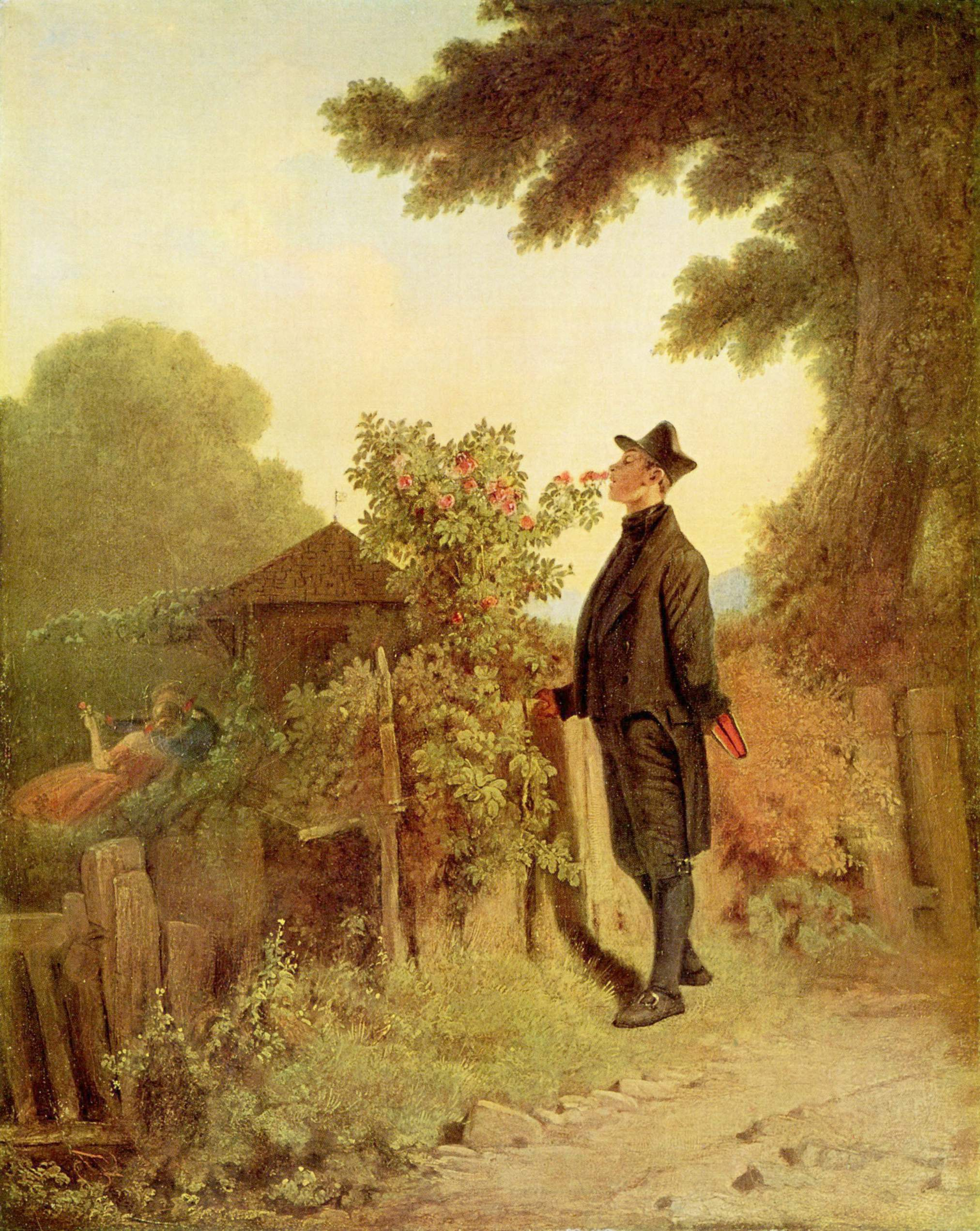
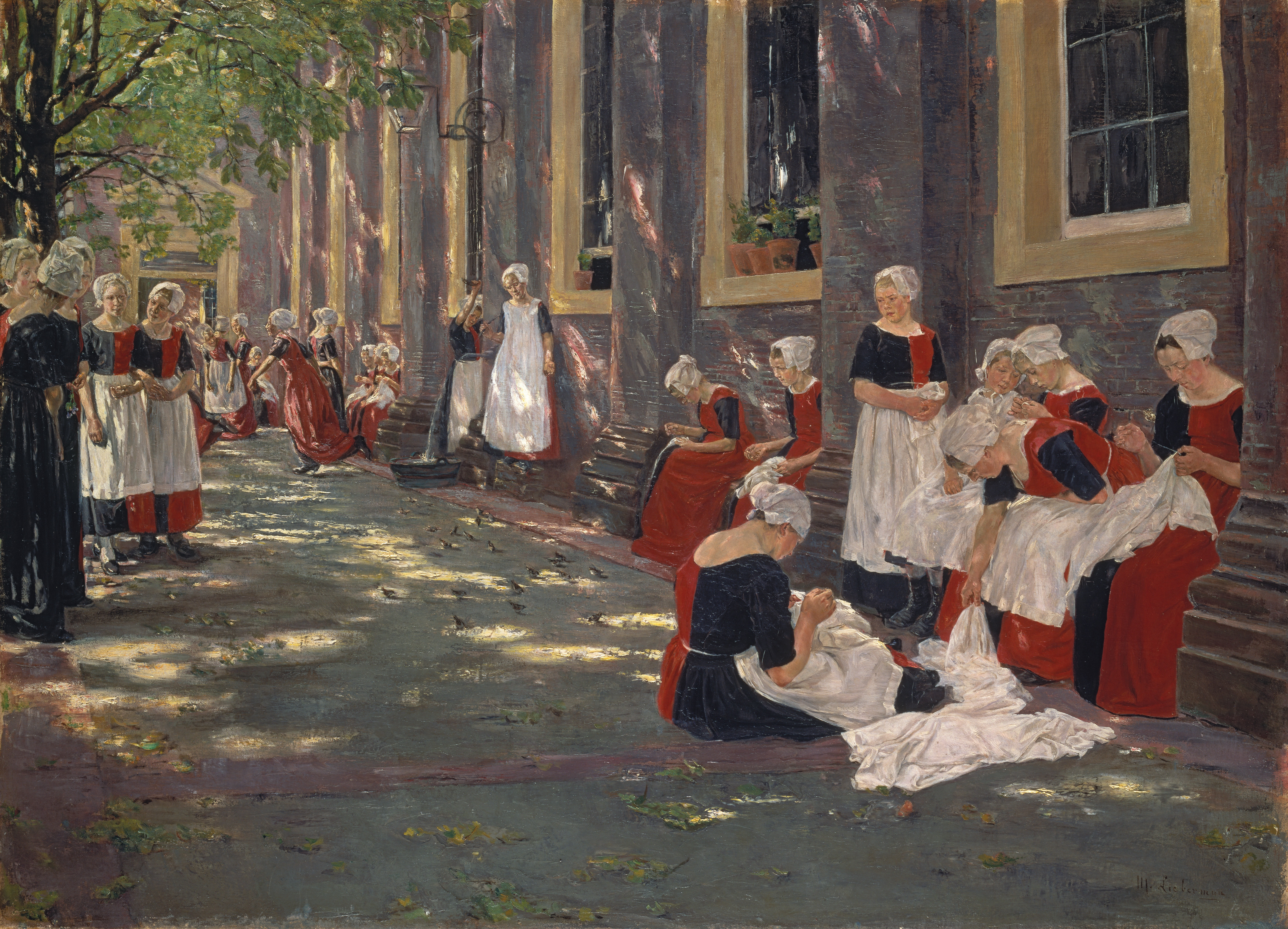
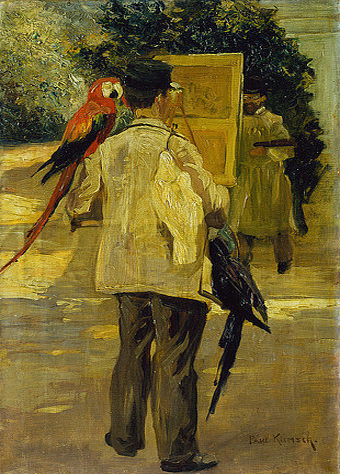
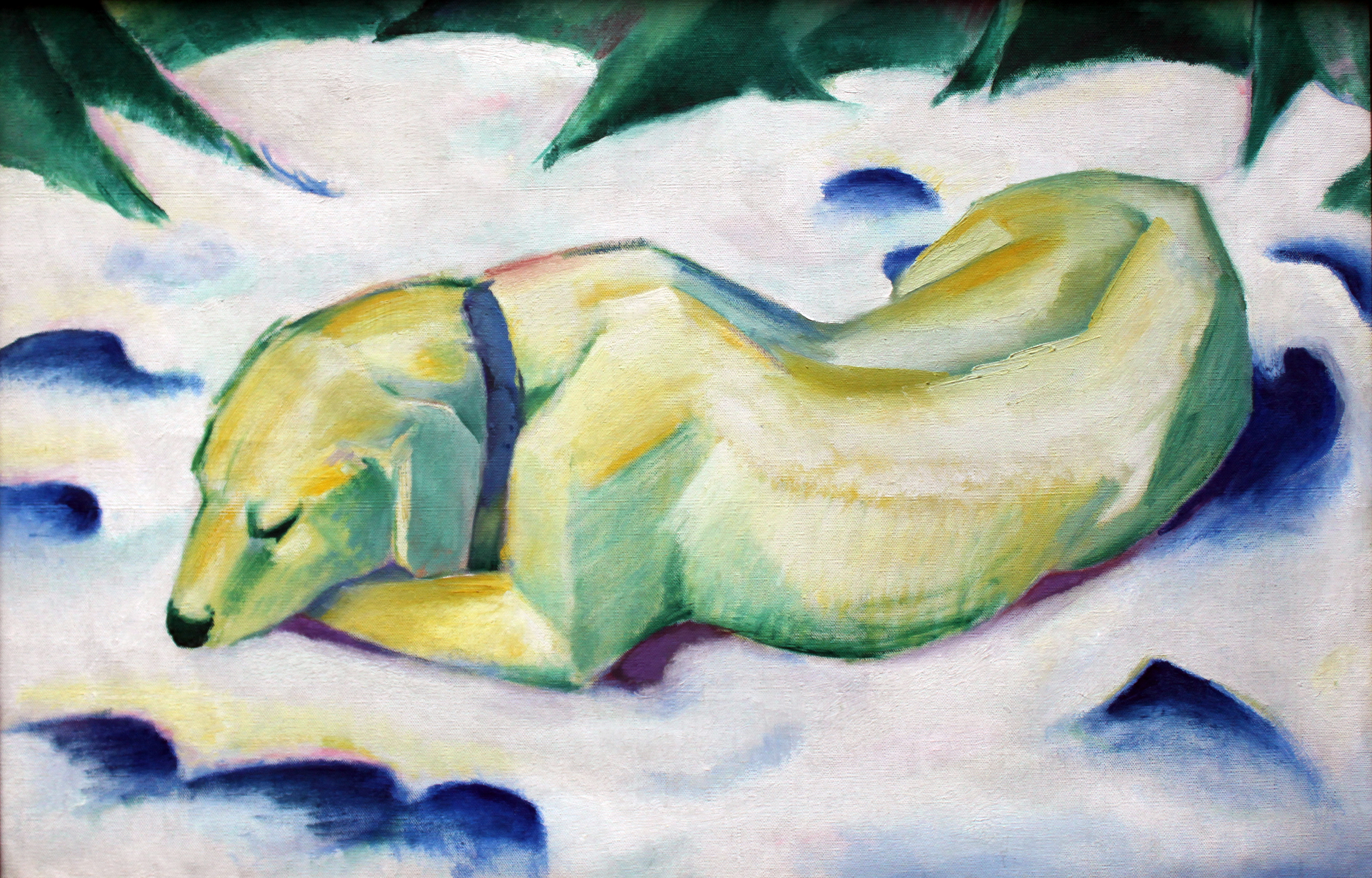
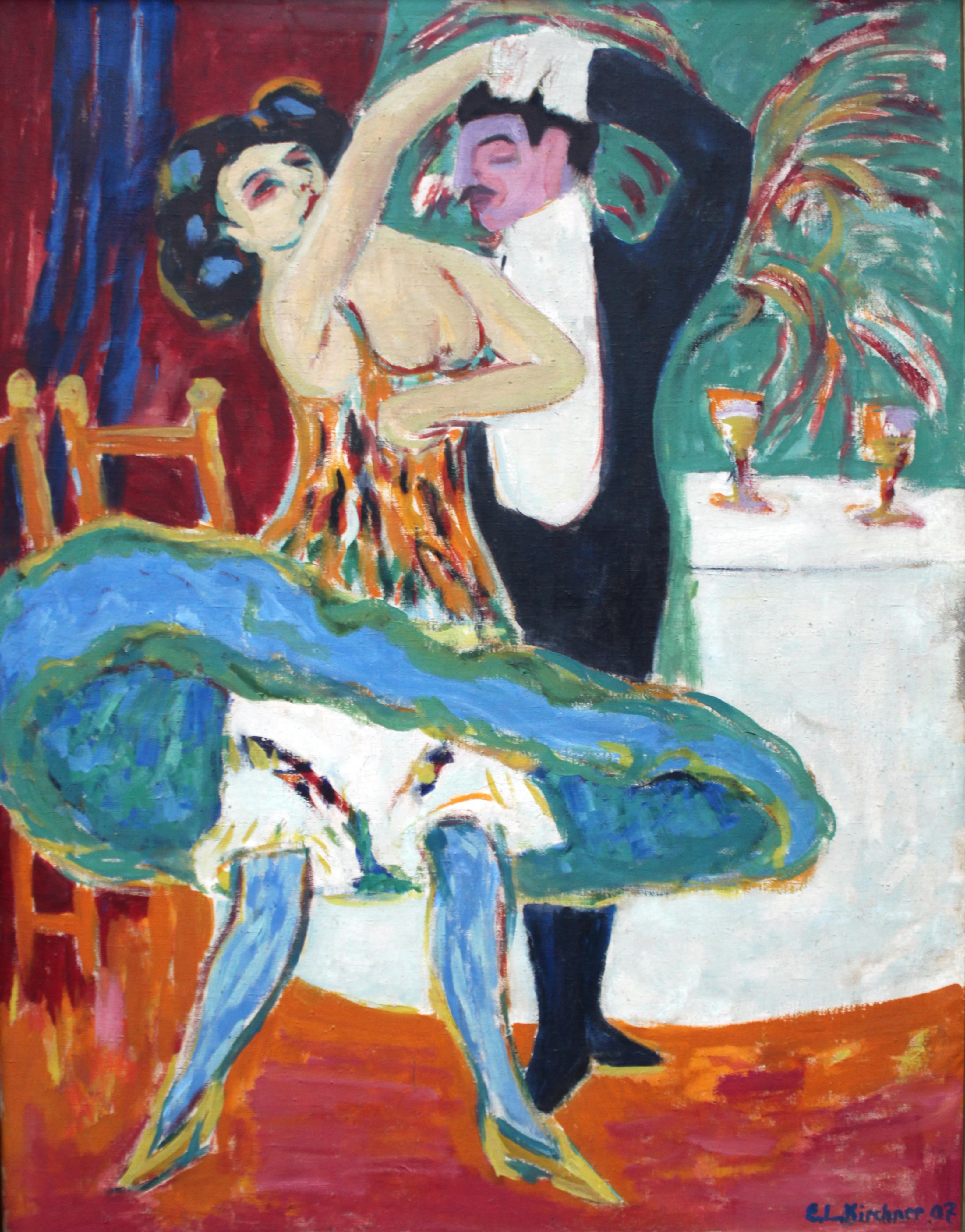
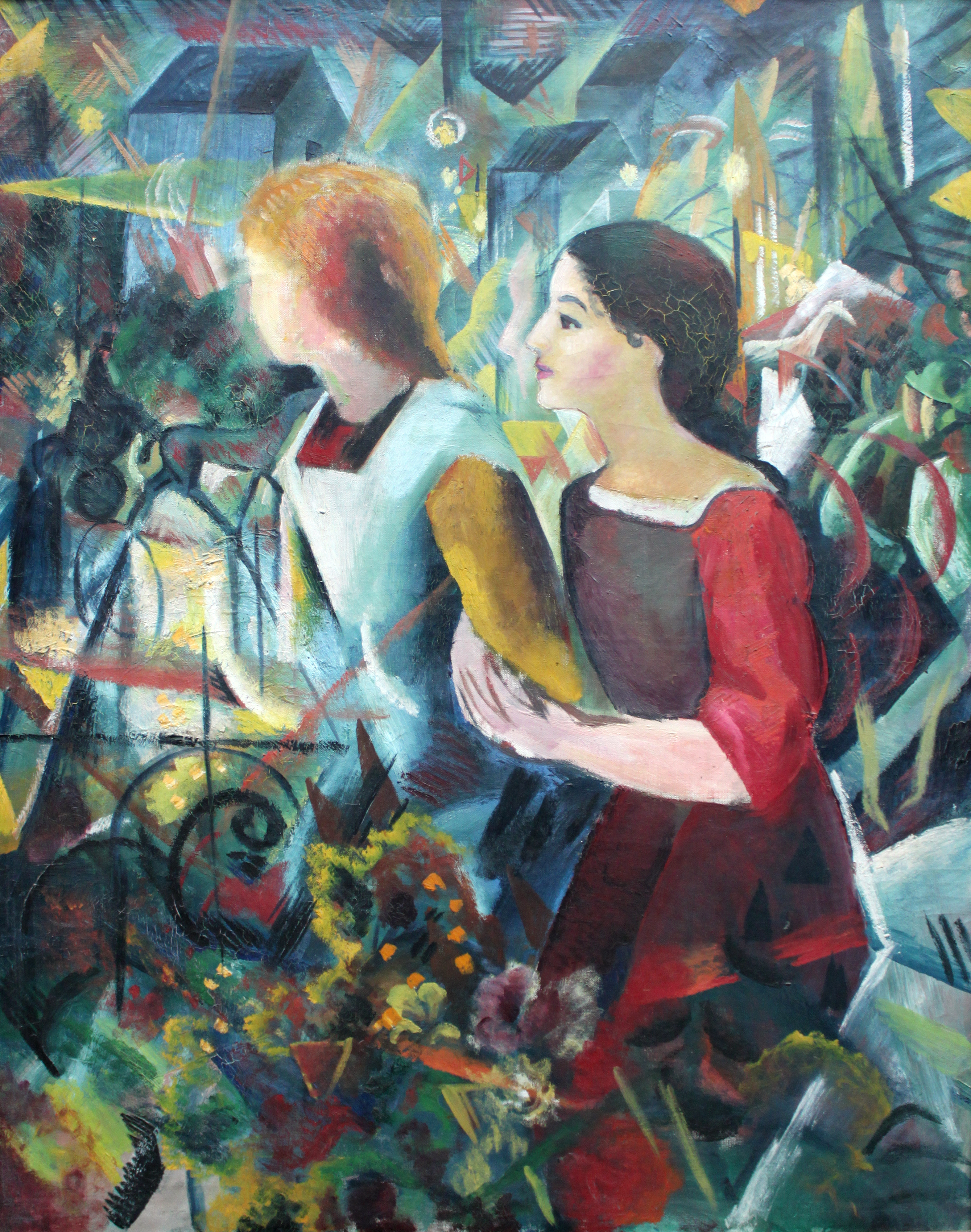
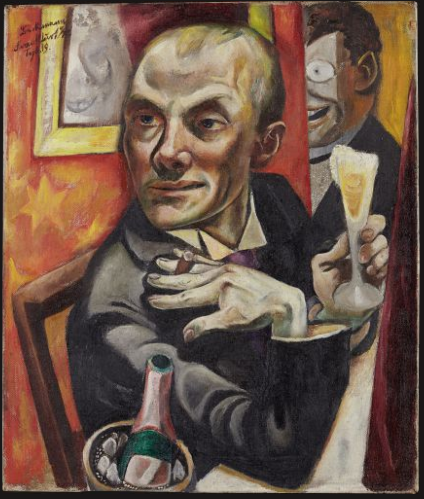
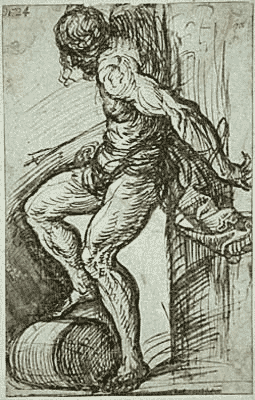
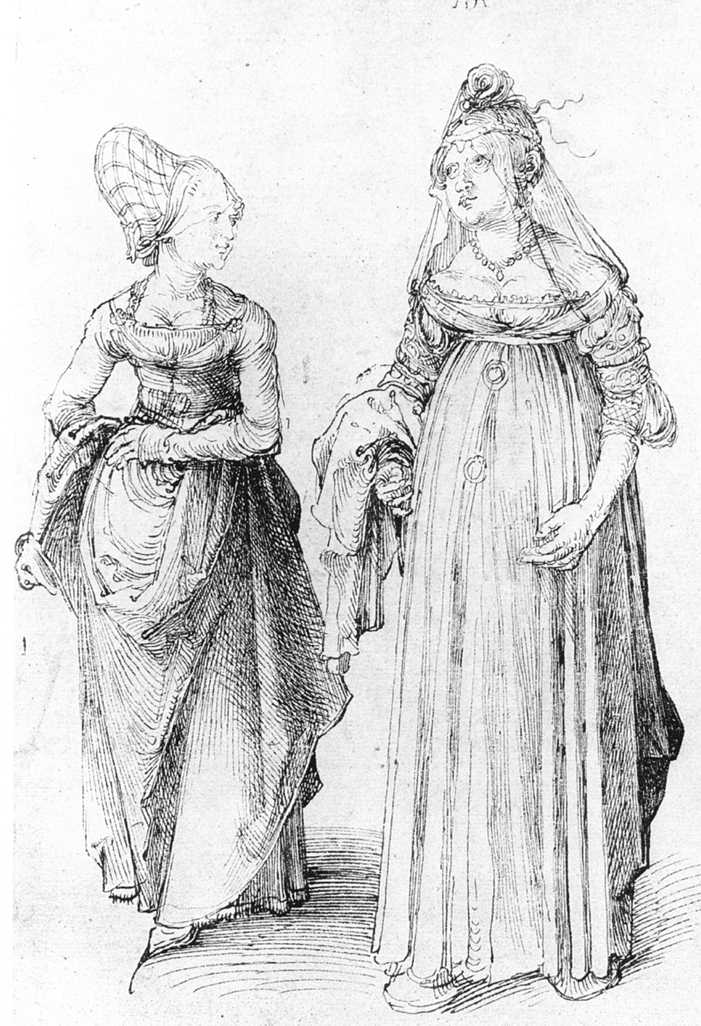
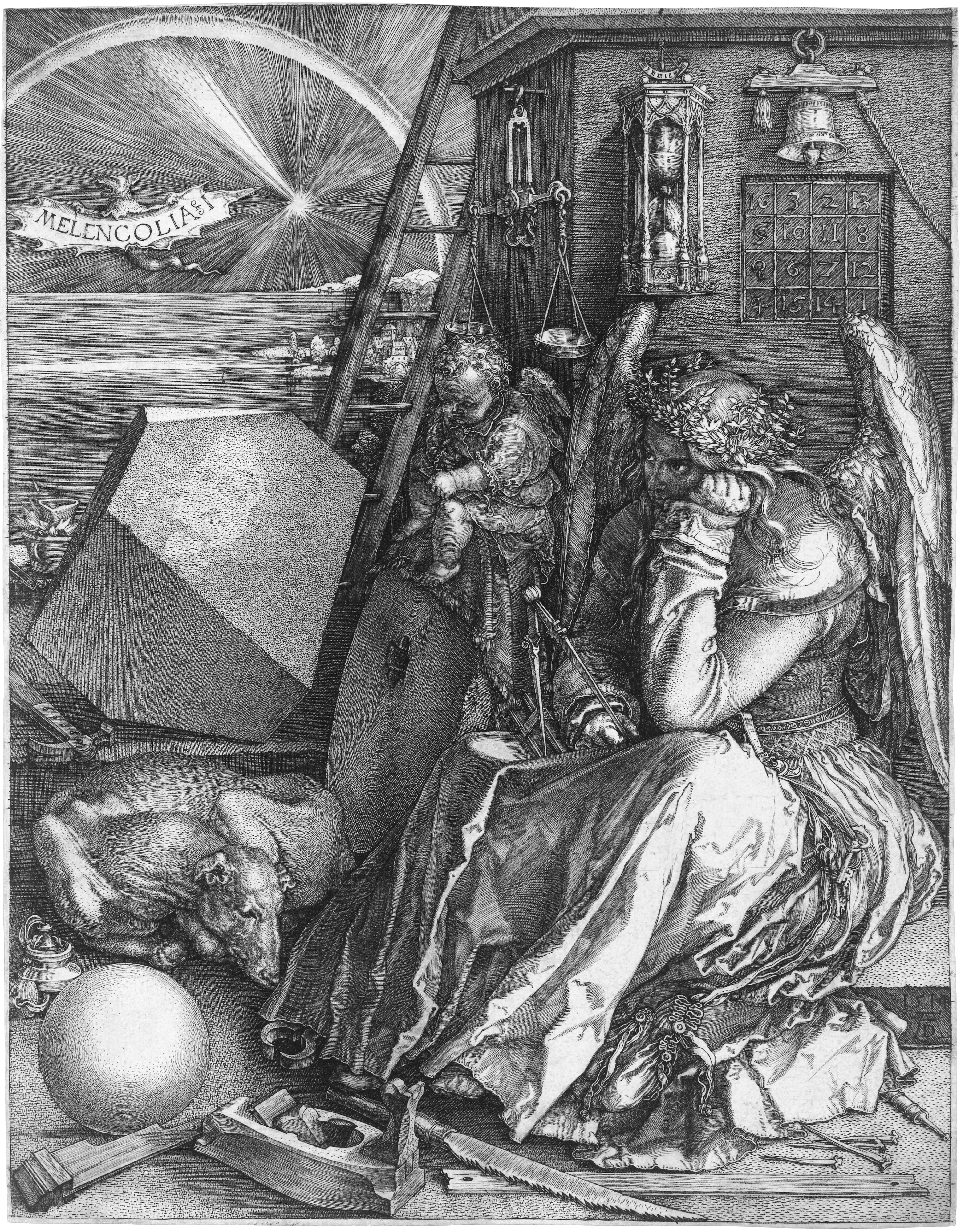
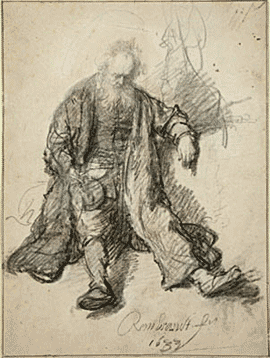
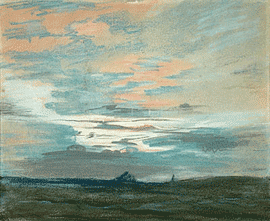
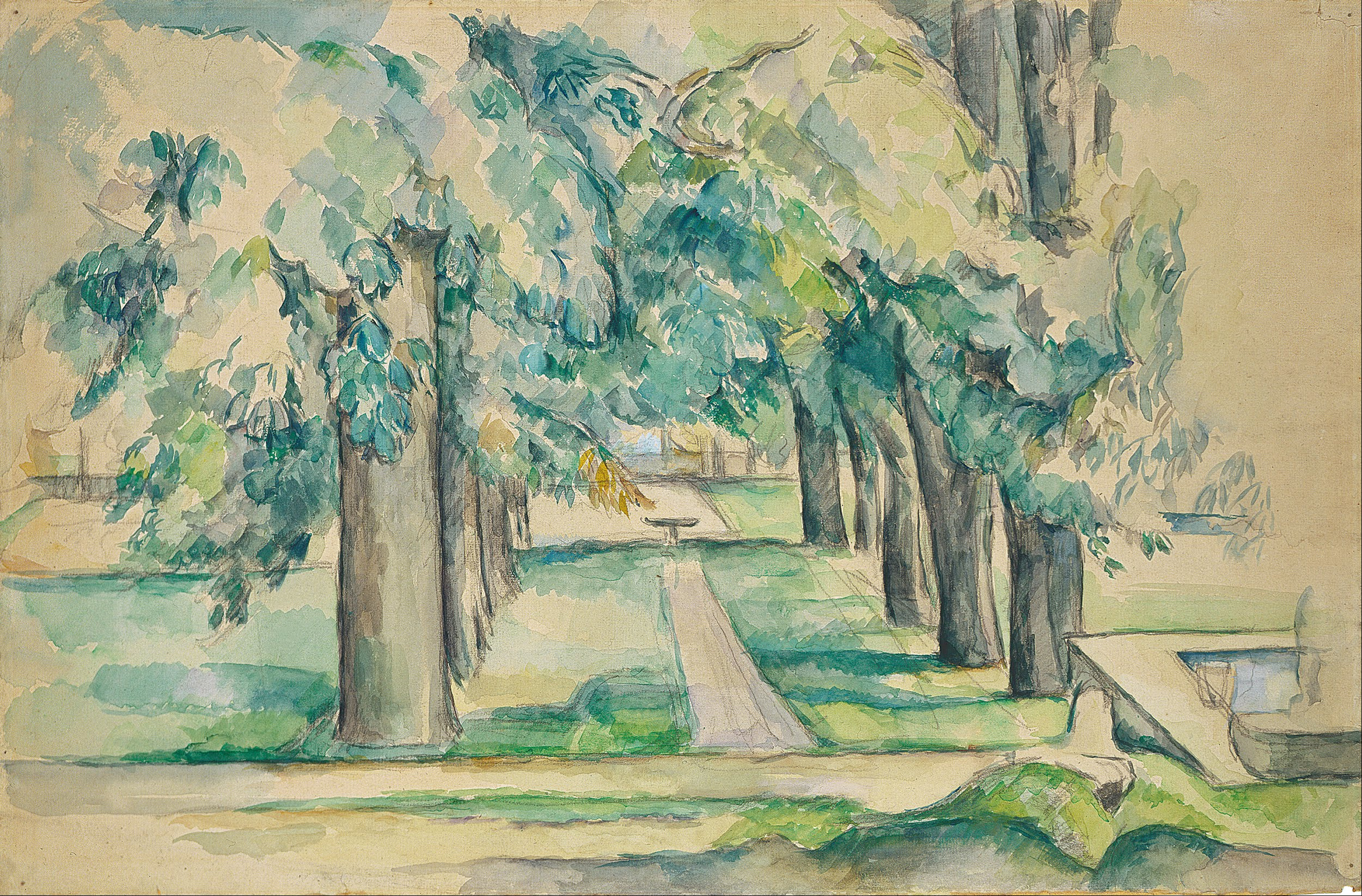
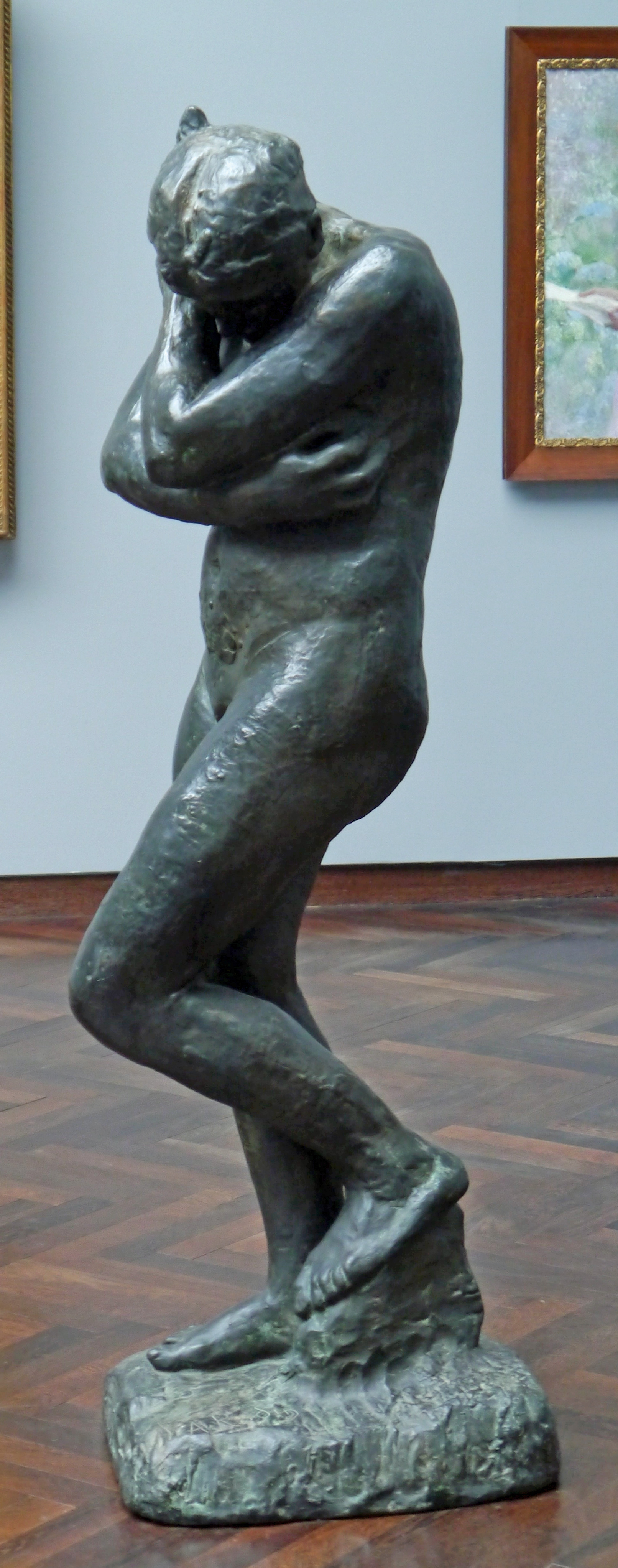
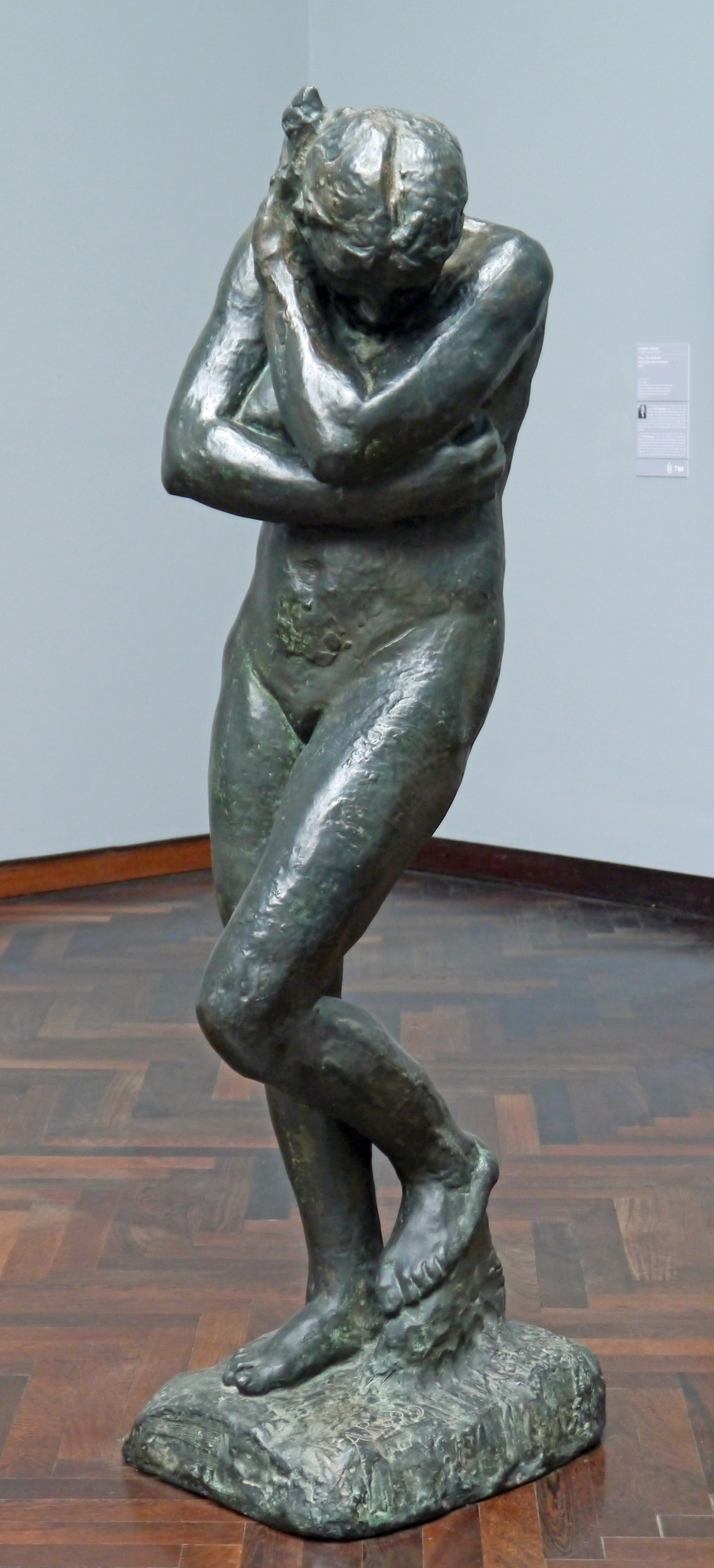
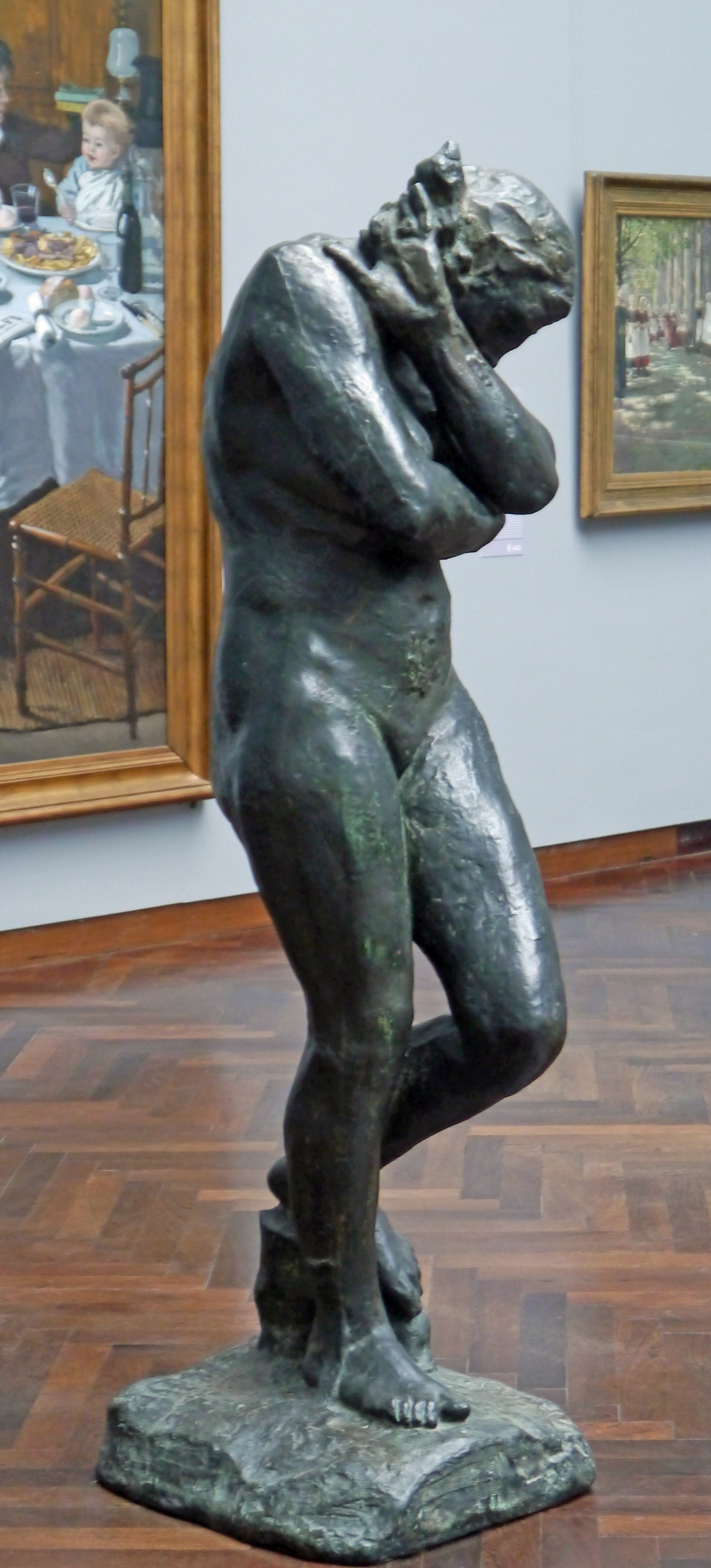
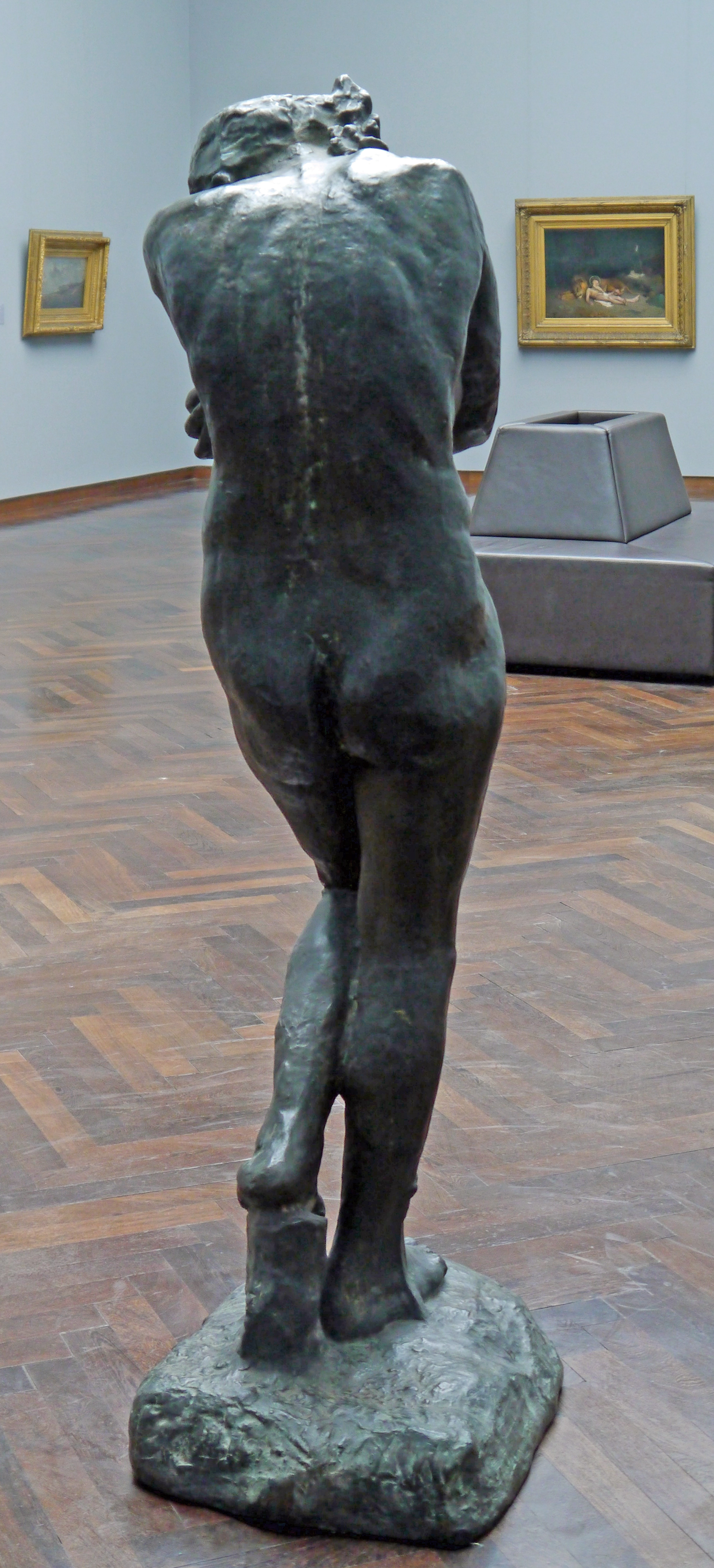

## 外部連結
- 官方网站
- Site of the Cooperation Program with the Kerch Museum
- Site of the Polish Archaeological Mission "Tyritake"

52°13′54″N 21°1′29″E / 52.23167°N 21.02472°E